# そらのいろ、みずのいろ
『そらのいろ、みずのいろ』（英：Color of the Sky, Color of the Water）は、2004年6月25日にスペースプロジェクトのアダルトゲームブランド・Ciel（シエル）より発売されたアダルトゲーム。および、それを原作として2006年7月28日にゑにっくのアダルトアニメブランド・ひまじんより発売されたアダルトアニメ。
公式略称は「そらみず」。

## アダルトゲーム版

### 概要
2003年6月27日発売の前回作『After...』から1年ぶりの新作となる本作は、地方都市に存在する県立学園とその周辺を舞台に夏休みの補習と部活を通じて知り合った2年生の男女4人が繰り広げる、他人のそれとは少し違う真夏の恋物語を描いた恋愛アドベンチャーゲームである。
キャッチコピーは、「誰にも言えない、わたしたちの秘密の夏」。
なお、コンピュータソフトウェア倫理機構の設立後の作品であることから、男女4人の学生表現も前述のように倫理規定に沿ったものとなっており、後述のDVDPG版やBDPG版に至っては18歳未満の人物が登場していない旨をパッケージ裏に明記しているが、当時は後年のような端々までの厳格化がまだ徹底されていなかったため、サイト上にて内容を説明する際に男女4人のことを「高校生」と明記していた業者も存在する。

#### 製作
2004年3月19日発売の『TECH GIAN』2004年5月号に見開きで第一報が掲載された後、同年3月21日には「すぺじゃに共和国」（制作発表当時のスペースプロジェクト各ブランド公式サイト）に紹介ページが開設された。それに伴い、ヒロインの水島朝と空山菜摘芽の声優に過去のスペースプロジェクト作品でも知られる芹園みやとみるが起用され、『After...』で汐宮香奈美を演じていた芹園が朝を、2003年10月24日発売の『落ち葉の舞う頃』でハルカ＝リヒテンバインを演じていたみるが菜摘芽をそれぞれ演じることが発表された。そのほか、同年4月3日発売の『PC Angel』2004年5月号や同年5月29日発売の『電撃姫』2004年7月号、同年6月21日発売の『PUSH!!』2004年8月号にも、カラーページで本作の特報が大きく掲載された。こうして、朝と菜摘芽による自己紹介や作品紹介のほか、菜摘芽による本編の前日談ボイスドラマ『菜摘芽の憂鬱♥』や作品を紹介するデモムービー（高解像度版と低解像度版）を収録したCD-ROMが制作され、全国店頭での立て看板やポスター、POPやチラシといった広告展開に合わせて無償配布された。また、すぺじゃに共和国の紹介ページでは、前述のCD-ROMに収録された自己紹介や作品紹介のボイス、デモムービー（低解像度版）が広告展開に続いて公開された。同時期にGalge.comでも公開されたこれらのうち、デモムービー（高解像度版）は同年のデモムービー部門で第5位を記録している。発売後には、同年7月3日発売の『BugBug』2004年8月号に本作の特集ページと攻略ページが同時掲載されたほか、同年8月3日発売の『PC Angel』2004年9月号に攻略ページが掲載された。
企画は、スケジュールの都合で季節を絞るというところから始まり、検討を経て冬となった『After...』に対して夏となった本作では、肌の露出も考慮して部活は水泳部に決まった。「白と青」がメインのコンセプトとされており、日焼けの要素もそういった流れから導入されている。キャラクターデザインや原画を担当することとなるTonyは、企画開始の数か月前から嘘屋佐々木酒人とのゲーム開発を誘われており、「明るいノリでエッチな内容」を面白く感じたために引き受けたほか、「真夏の田舎で若い男女がいちゃいちゃエッチ♥」をテーマとして挙げている。また、Tonyは本作の第一報以前に発売されたムック『Tony WORKs After.../After...-Sweet Kiss- 二作品原画集』（2004年、晋遊舎、ISBN 4-88380-396-1）でも、本作についてはまだ作品名を伏せたまま「同じ学生ものではあるけど、ガラっと印象は変わっちゃうんじゃないかな」「もう少し、惚れあった者同士の淫靡さみたいなものをやってみてもいいんじゃないかと」「一人一人の心理描写がメインになっていて、エロ度はまた上がるんじゃないでしょうか」などと述べている。
開発は、本作以前から数々のアダルトゲームのキャラクターデザインや原画で知られるTonyが率いていた有限会社アールピーエムをはじめ、数社が担当した。当時、同社と東京事務所を共有していた有限会社スノーフレイクの代表である谷本敦が「猫屋敷三月」名義でディレクター、Tonyの同僚である山田まさあきがアシスタント・ディレクターをそれぞれ担当し、Tonyと共に下請けの各社による協力を得て開発されている。作中で流れるムービーは、有限会社スタジオ最前線の代表である近藤敏信と彼の同僚である斎藤久典が担当した。なお、グラフィックや背景原画への協力についてはアニメ作品でも知られる有限会社獏プロダクションの本田修や彼の同僚のほか、下請けの各社を介する形でフリーランスのグラフィッカーや漫画家なども名を連ねている。詳細は#スタッフを参照。
2003年6月6日発売の『CANDY TOYS』など、本作以前から数々のアダルトゲームのシナリオで知られる嘘屋による本作のシナリオは、7月22日から9月1日までの42日間が1日単位で区切られており、周回プレイごとに主人公の最所弌と彼の友人にして準主人公の海野十三の個別視点（それぞれ、「HAJIME Side」「JUZO Side」と呼称）や、彼ら両方の共同視点（「Both Side」と呼称）へ描写を切り替えられるシステムとなっている（そのため、物語を全視点から把握するためには最低でも3周する必要がある）。物語中盤までは夏休みの遊戯・料理（芹園には、「夏休みの日々がしっかり描かれていて楽しかったうえ、ご飯関係も詳細に描かれていた」旨を述懐されている）・アルバイト（一定額以上を稼げるか否かも、エンディングの分岐に関わる）といった日常、そしてそれらにおける弌・十三・朝・菜摘芽の両親や関係者などによる複雑な家庭の事情もうかがえる様子が、物語とは無関係な雑学や薀蓄などを多々交えながら濃密かつ延々と描かれており、それ以降にようやく朝や菜摘芽のセックスシーンを堪能できる構成となっているが、そのCGについては弌や十三の顔を見せないようにレイアウトを組むことにより、周回プレイ時における別パターン（詳細は後述）の該当シーンへの流用を効かせた部分が散見される（CG作成の時点で急に流用を効かせようと弌や十三の顔を消去したのではなく、線画作成の時点ですでに彼らの顔を見せないようにレイアウトを組んでいたことが、ムック『Tony Works「そらのいろ、みずのいろ/真章・幻夢館」二作品原画集』〈2005年、詳細はリンク先を参照〉に収録された各線画で確認できる）。また、セックスシーンについては自らの意中の相手と惹かれ合うに至った弌と朝、十三と菜摘芽（別パターンでは弌と菜摘芽、十三と朝）ら男女2組がそれぞれ1組ずつ耽るノーマルセックス以上に、互いの意中の相手とも惹かれ合うに至った彼らが一堂に会して明け暮れるスワッピングや4Pといったアブノーマルセックス（複数プレイ。作中では「野合」と称されている）に重点が置かれているうえ、スワッピングに至ってはシナリオの主題でもあったことが、それを経て到達するトゥルーエンドへの攻略ルートで描かれている（そのため、スワッピングを回避するように攻略を進めていくと、トゥルーエンドへは到達できないようになっている）。こういった各種セックスも含め、弌・十三・朝・菜摘芽が身も心も打ち解け合いながら織り成す恋愛や成長を描いたシナリオのうち、芹園とみるがそれぞれ演じた台詞や台本の数量は膨大なものとなり、芹園の台詞は「2013年までに演じてきた作品中、最多記録」旨を述懐される10,000ワード、みるの台詞は「台詞の多さから記憶に残っており、収録期間中には夢に見るほどだった」旨を述懐される9,000ワードにも達したという。なお、セックスシーンについては、芹園に「3Pや4Pがあるなんて思わなかった」「複数プレイはより濃厚だけど、ただエロさだけが増えたわけでなく、愛も切なさも複雑になっていった気がする」旨も述懐されている。
ただ、前述の各種セックスを経て到達する妊娠や結婚を描いたイベントやエンディングこそ用意されているものの、会話シーンや通常イベントの中には人物CGはおろか背景CGすら用意されず黒画面とテキストのみで描かれたものが存在していたほか、バッドエンドも専用CGが用意されず背景CGやテキストのみで簡素に描かれたものばかりであったため、前述の周回プレイを前提としたシナリオの長さやイベントの多さに対してCGが少ないことを、プレイヤーへ印象付ける一因となった。また、アダルトゲームの取り扱い店舗・専門誌・ウェブサイトにて本作のジャンルが「純愛」と発表されていたうえ、各店舗へ配布されたDVD-ROM初回版の2004年6月25日発売の告知チラシに掲載されたCGや、すぺじゃに共和国内の紹介ページにて公開された朝と菜摘芽のサンプルボイスに、スワッピングや4Pの最中であることを意味するものが用意されなかったうえ、同紹介ページにおいては弌（別パターンでは十三）・朝・菜摘芽による3Pを描いたCGが数点公開されたものの、弌・十三・朝・菜摘芽によるスワッピングや4Pを描いたCGは後述のスペシャルプライス版発売前の2013年秋にリニューアルされた後でも公開されていないなど、スワッピングや4Pの存在が実質上ほぼ隠匿状態にあった。それに加え、本作では『After...』と違って体験版が制作されなかったためにプレイヤーは物語序盤の内容に触れることも叶わず、発売間近に公開されたDVD-ROM初回版のジャケット裏でも、事後の余韻に浸る弌・十三・朝・菜摘芽が全裸で重なり合いながら横たわっている姿を描いたCGが1枚だけ、女子用制服を着ている朝の大きな立ち姿に隠れるような構図で小さく掲載された程度である。同様の隠匿はGame-Style内の紹介ページやGetchu.com内の紹介ページでも行われており、後者では発売から7年以上も経過した2011年になってようやく、スワッピングや4Pを描いたCGも公開に至った。そのため、発売後しばらくの間はCGの少なさと相俟って予想外の設定や展開に憤ったプレイヤーの一部から、嘘屋の個人サイト「奥さん、嘘屋です」の掲示板へ作品や彼を批判する書き込みが相次いでいた。なお、2007年4月25日に発売されたDVDPG版、2010年7月16日に発売されたBDPG版、2013年12月20日に発売されたスペシャルプライス版では、スワッピングや4Pを描いたCGがそれぞれジャケット裏にて普通に公開されているほか、後述のDL版でも各社の作品紹介ページにて普通に公開されている。
プログラムについても、テキストの内容と合致しないCGが表示されるなどのバグの多さに加え、右クリックやホイールに非対応などの操作性の悪さといった不具合が目立っており、すぺじゃに共和国は初回版の発売直後の2004年6月29日に修正パッチを公開したが、その後も前述の不具合をなかなか解消できずに修正パッチの更新を重ねることとなり、3年後の2007年9月14日に販売を開始したDL版を経てなお6年後の2010年2月5日にも修正パッチを更新するに至った。

#### 評価
作品自体は具体的な売り上げ本数こそ公表されなかったものの、DVD-ROM初回版がGetchu.comのセールスランキングにて2004年6月分で第3位、同年上半期分で第18位、同年年間分で第39位、PC NEWSの全国美少女ソフト売り上げランキングにて同年6月16日 - 6月30日分（こちらはDVD-ROM初回版とCD-ROM初回版を合算）で第3位、DVDPG版がmintsの2007年4月の月間売り上げランキングにて第1位といった高セールスをそれぞれ記録しているほか、DL版がDL.Getchu.comの年間商業ランキングにて2007年度で第2位の『隷嬢学園 〜煉獄の学舎〜』 (Psy-chs) にダブルスコアの差を付けて圧倒したという第1位を皮切りとして2010年度まで毎年100位以内にとどまっていたうえ、商業ゲーム総合ランキングにて2013年5月2日時点で総計第2位、2016年7月31日時点で総計第3位、そして2022年10月現在でも総計第4位といった高セールスをそれぞれ記録している。また、DL版はDMM.R18の美少女ゲーム年間ランキングでも2007年下半期分での第6位を皮切りとして2011年上半期まで毎回100位以内にとどまっていたほか、DiGiket.comでも2007年ランキングで第19位、2008年ランキングで第35位、2009年ランキングで第65位、累計ランキングで第15位など、各DL販売サイトにて高セールスをそれぞれ記録している。
以上のような物議を醸した作品ではあるが、Tonyによるヒロイン2人は、前述のシナリオやスクウェア（現：スクウェア・エニックス）の『聖剣伝説2』（1993年）などで知られる菊田裕樹による音楽と相俟って、多大な人気を得た。また、それを受けて制作されたアダルトアニメ版は演出家の高橋丈夫による監修（上巻のみ）やアニメーターの黒田和也によるキャラクターデザインと相俟って、一般OVAに肩を並べるほどの高セールスを記録したうえ、DL販売の普及以降にはアダルトアニメ版の高セールスに応じてアダルトゲーム版が再評価される動きも出ている。詳細は#アダルトアニメ版を参照。
物議についてはムック『TonyWORKs Cielクロニクル』（2010年、詳細はリンク先を参照）に収録されたロングインタビューでも「今『そらみず』に手を加えるとしたらどうなりますか？」という質問を通じてそれとなく触れられており、前述のコンセプトがシナリオに活かされると期待するも叶わなかったTonyには「僕にしてみたら、圧倒的にボリュームですね」、彼の答えに同意してスワッピングに疑問を持ったCielのプロデューサーのT-YAMには「主人公のみに焦点を当ててヒロイン2名とのラブラブにしたほうがよかったのかなーと。OVA版みたいに（笑）」とそれぞれ述懐されている。
ヒロイン2人の高い人気から、関連商品は菊田のアルバム『IN THE SKY ON THE WATER』をはじめサードパーティーによる各種商品が2010年まで発売されるなど、多角に展開されている。詳細は#関連商品を参照。その一方、小説化・漫画化・家庭用機移植は2022年3月現在でも行われていないが、小説化についてはアダルトゲーム版発売当時に話があったものの「売れねえだろ」という理由で立ち消えとなったことが、「奥さん、嘘屋です」の掲示板で嘘屋によって明かされている。

#### 発売後
なお、嘘屋は本作の後もCielの『真章 幻夢館』（2004年）やPuzzleboxの『に〜づまはセーラー服 〜ダーリンは担任教師〜』（2005年）などのシナリオを、Tonyは本作の後もPILの『仏蘭西少女』（2009年）やCielの『フォルト!!』（2009年）などの原画を、そして菊田は本作の後もPuzzleboxの『さくらリラクゼーション 〜四姉妹とのラブラブ同居性活〜』（2005年）や『に〜づまはセーラー服 〜ダーリンは担任教師〜』などの音楽をそれぞれ担当することとなる。その後、Tonyと菊田はセガのPSP用RPG『シャイニング・ハーツ』（2010年）でも組むこととなるが、それに先駆けてコラボレーションを行ったシングル『Tony×菊田裕樹 featuring 初音ミクCD』（2009年）では、彼らの代表作として『シャイニング・シリーズ』や『聖剣伝説2』などの一般向け作品と共に本作が挙げられている。また、2015年にアールビバンがセガのPS3用RPG『シャイニング・レゾナンス』（2014年）の版画を発売する際や2019年にアールビバンが第15回中国国際アニメ・ゲームフェアにてTonyのサイン会を開催する際にも、それぞれTonyの代表作として『シャイニング・シリーズ』や『フォルト!!』と共に本作が挙げられているほか、2015年にファミ通.comでTonyへのロングインタビューが行われた際にも、ライターのブラボー！秋山の注目作として『ルーム・ウィズ・リナ』（1999年）や『幻夢館 〜愛欲と凌辱の淫罪〜』（2002年）と共に本作が挙げられている。

### 発売歴
- 2004年
  - 6月25日 - DVD-ROM初回版[6][7][8][10][書 25]、CD-ROM初回版[6][7][9][10][書 25]
    - CD-ROM初回版は発売前にロットアップ済み。再生産無し。

  - 6月29日 - DVD-ROM初回版ロットアップ[7]
  - 7月27日 - DVD-ROM通常版[10]
- 2006年
  - 6月23日 - 『Ciel Limited Collector's Box』[99][100][101]
    - TonyがCielにて原画を担当した『アルカナ 〜光と闇のエクスタシス〜』『御魂 〜忍〜』『After... Story Edition』『そらのいろ、みずのいろ』『真章 幻夢館』の5作品をDVD-ROM2枚に収録し、1箱にまとめたボックス仕様パッケージ。

  - 7月10日 - DVD-ROM通常版ロットアップ
  - 7月12日 - 『Ciel Limited Collector's Box』ロットアップ
- 2007年
  - 4月25日 - DVDPG版[46][47]
    - ディレクションはinazuma、エンコードやオーサリングはBLACKRAINBOW DVDPG DIV.、発売はmints、販売はGPミュージアムソフトがそれぞれ担当。DVDプレーヤーの機能的制約ゆえに周回プレイや視点切り替えは再現されておらず、セーブやロードはパスワード入力で代用されている。また、DVD-ROM版やCD-ROM版の修正後に実装された画面非表示高速スキップ機能が実装されていないため、プレイ時間の有用な短縮は事実上不可能となっている[注 21]。ジャケット画にはDVD-ROM初回版と同じものが流用されている。

  - 9月14日 - DL版[注 17]
- 2010年
  - 7月16日 - BDPG版[48]
    - 移植はエムトリックス[102]、発売はmints、販売はGPミュージアムソフトがそれぞれ担当。BDプレーヤーの性能や多機能に合わせて画質がDVDPG版よりも向上されたうえに周回プレイや視点切り替えが再現されたほか、DVDPG版に無かった環境設定の変更機能やセーブ・ロード機能が実装されたため、プレイ時間の有用な短縮が可能となっている。ジャケット画にはCD-ROM初回版と同じものが流用されているほか、「PS3推奨」と表記されている[103]。
- 2013年
  - 12月6日 - 『Tony/Cielブランドの DVD-PG Collector's Box』[注 22]
    - 『Ciel Limited Collector's Box』に収録された5作品のDVDPG版を収録し、1箱にまとめたボックス仕様パッケージ。

  - 12月20日 - スペシャルプライス版[10][50][51]
    - DL版で未対応だったWindows 7/8にも正式対応となった代わりに、マイクロソフトのサポート終了に伴ってWindows 98/98SE/Me/2000には非対応となったDVD-ROM廉価版。ジャケット画にはDVD-ROM初回版と同じものが流用されているが、縁には水色の装飾枠が追加されており、裏側のデザインも異なっている。
- 2014年
  - 11月28日 - 『Ciel Complete Box』[107]
    - 『Ciel Limited Collector's Box』の収録作品に『フォルト!!SA』を追加して全6作ともWindows Vista/7/8に正式対応させ（マイクロソフトのサポート終了に伴ってWindows XPには非対応）、1箱にまとめたボックス仕様パッケージ。初回製造のみの限定版。後述の『SP-JANIS REPUBLIC SPECIAL PACK』の発売時には、全6作ともWindows Vista/7/8/8.1/10に正式対応させたDL版が『すぺじゃに共和国Cielパック』[108]のタイトルにてDMM.R18[注 19]独占販売で同時発売された。
- 2015年
  - 10月30日 - 『SP-JANIS REPUBLIC SPECIAL PACK』[109][注 23]
    - 『姦染』シリーズと『とらいあんぐるハート』シリーズに、『Ciel Complete Box』の収録作品を追加して全作をWindows Vista/7/8/8.1/10に正式対応させ、1箱にまとめたボックス仕様パッケージ。DL版[112]も、『すぺじゃに共和国スペシャルパック』のタイトルにてDMM.R18独占販売で同時発売された。
- 2016年
  - 1月22日 - Android版[113][114][115]
    - Androidアプリ専門ブランド「Re-Pro!」のSeason2 第1弾『After... -Android ver.-』（2015年11月6日配信開始）[115][116][117]に続き、第2弾としてDMM.R18独占販売で配信が開始された。

### ストーリー
海と山に挟まれた小さな地方都市・玖珠井市。そこに存在する県立学園・東台校のとある教室では、水泳部部員の最所弌と水島朝が、古文・漢文教師にして水泳部の顧問でもある伊部本一郎のもとで、夏休みの補習授業を受けていた。その最中、弌は朝に幾度となく話しかけるが、彼女からの返事はいずれも素っ気無い。1学期に隣町から転校してきたばかりの朝には、弌はまだ異質な存在でしかなかったのである。
一方、照り付ける日差しの下で弌と朝の補習が終わるのを待っていた水泳部部員の海野十三は、1人で実習畑の水やりに勤しむ花卉園芸部部員の空山菜摘芽に一目惚れしていた。
やがて菜摘芽は、実習畑にて獲れた野菜を持って水泳部を訪れる。菜摘芽と打ち解けていく弌と十三は、なかなか打ち解けられない朝と菜摘芽を案じ、彼女たちを1泊2日のキャンプへ誘う。4人一緒に行動したその日をきっかけに、弌・十三・朝・菜摘芽は夏休みの暑く長い日々における遊戯・料理・アルバイトといった行事を介して親交を深め合っていくが、それと並行して他人とは少し異なる男女4人での熱い恋物語へも足を踏み入れる。その一方、各自の複雑な家庭の事情や、朝と菜摘芽についてはそれが原因となって決定していた夏休み明けの転校も判明する中、想いを打ち明けてついには肉体関係まで至った彼女たちに対し、普通の恋愛における倫理や禁忌を超越した想いすら抱くまでに至っていた弌と十三は、自分たちに対して同様の想いに至っていた朝や菜摘芽との距離をさらに縮め、共に他の誰よりも深く身も心も打ち解け合っていく。
そんな秘め事も経た夏休みの折り返しを過ぎて久しく、弌・十三・朝・菜摘芽は残り少ない日々を4人一緒に過ごしながら、他人の介入する余地が存在しない境地でさまざまなセックスに明け暮れ、やがてそれぞれの未来を迎えるのだった。

### 登場舞台
玖珠井市（くすいし）
海と山に挟まれ、漁業と造船業を主要産業とする小さな地方都市。人口は約3万人とそれなりの規模であるが、近年では減少中。昔ながらの自然に加え、砂浜・キャンプ場・露天風呂に恵まれているほか、路線バスこそ運行されているものの、都会の喧騒とはほぼ無縁である。そういった理由からも、農林の所々では農業用モノレールが用いられている。お盆には市民による夏祭りが行われ、参加者はふんどしを締めて法被を羽織った姿となる。
地名、地形、背景、産業、そして登場人物たちの会話から、大分県や長崎県などの九州地方をモデルとして設定したことが示唆されている。また、トライアングルビキニ姿の朝が水平線へ沈みゆく夕陽に照らされる砂浜に佇む姿から、西側に開けた地形でもあることが示唆されている。
上記の地方要素に加え、携帯電話の爆発的普及期の初期に企画・開発されたという理由もあり、弌たちが表立って携帯電話を用いる姿は描かれていない。

東台校（あずまだいこう）
玖珠井市に存在する県立学園。1学年に3クラス、全生徒数は300人ほどと、やや小規模。生徒たちには、東校（ひがしこう）という略称で呼ばれる。男子用制服は一般的なワイシャツにズボンであるが、女子用制服は白色の生地を基調としてその胸元へ紺色のスカーフや線ファスナー、腰へリボン付きベルト、袖や裾へ藍色の細い線をそれぞれあしらった、セーラー服風ワンピースとなっている。なお、女子用体操着は一般的なトレーニングシャツにショーツ型ブルマーであり、体育用具室では白い体操マットをベッドの代わりとして、この姿を活かした4Pも描かれる。
敷地はやや高台に位置しており、校舎は山の斜面に段々畑のように建っている。また、プールから校外を見渡す構図では遠方にさらなる山々が、近辺には後述の実習畑も含めて田畑がそれぞれ描かれている。物語の主な舞台であり、照り付ける日差しのもとで弌・十三・朝・菜摘芽の背丈よりも高く伸びたヒマワリをはじめ大量の草花や野菜が立ち並ぶ実習畑に隣接するプールやプール更衣室、そしてそれらの周辺施設は4人の会話や各種セックスに高頻度で用いられるが、敷地の全域や施設についてはアダルトアニメ版の方が詳細に描かれており、デザインこそ一部異なるもののそちらを根拠とすることによって理解できる要素も存在するため、#登場舞台（アニメ）を参照。

### 登場人物
キャラクターデザインについては、T-YAMによれば、朝は一発、女子用制服もほぼ一発でそれぞれ決まったため、『After...』のような初期デザイン絵は存在しない。これほどキャラクターがあっさり決まったことは初めてであり、魅力的だったという。また、菜摘芽の黒いストッキングや十三の容姿、そして弌・十三・朝・菜摘芽が揃って締めることになるふんどしといった要素には、嘘屋佐々木酒人の趣味や熱烈な要望が活かされている。
なお、Tonyの持つ朝への思い入れは深く、「もっとも自分らしいキャラと自負する」「一番ビジュアル的には好き」とのこと。朝はCielの広報担当のcam2からも「Tony氏デザインのCielタイトルの中でもトップクラスの人気を誇る」と評されているほか、2006年には後述の『Ciel Limited Collector's Box』の発売を記念してCiel公式サイトにて行われた同梱ブックレット『Ciel All Characters Book』の表紙争奪キャラクター人気投票で第1位を記録し、Tonyの描き下ろしによる新規絵でその表紙を飾っている。
声優名はヒロインのみ公表されている。

#### 主要人物
最所 弌（さいしょ はじめ）
声 - 無し
身長 - 178cm / 体重 - 65kg
東台校2年生で主人公。水泳部に所属。サラサラでカーキ色の短髪、淡い茶色の瞳、そして幼少時から女子と見紛うばかりの端正な顔立ちを併せ持つ優男であるが、身体は水泳によって腹筋も割れるほど引き締まったガッチリ体形であるうえ、勃起した際にはブーメラン型のスクール水着に収まりきれなくなるほどたくましい巨根の持ち主でもある。
口癖は「わひゃ☆」。校内では男子にも女子にも軽々しく話しかけるムードメーカーとして知られるが、実は他人への気遣いに長けており、場の空気も読める性格。小料理屋を営む両親と共に暮らす自宅は、両親が物語開始時点ですでに旅行中であるため、弌が一人暮らしを満喫中。なお、両親の結婚の経緯から、婚外子であることが示唆されている。
十三とは旧知の仲であり、前述の性格は彼から尊敬される理由にもなっているが、十三の優秀な学業成績や男性としての魅力には、ひそかにコンプレックスも抱えている。
学業成績はあまり良い方でなく、夏休みに本一郎のもとで古文の補習を受けていた最中、自らと同じく補習を受けていた朝に興味を持つ。恋愛には器用な方であるが、朝とは一緒の時間を過ごせる水泳部部員であるにもかかわらず接点に恵まれていなかったためもあり、今回の補習をきっかけに仲良くなろうと、ムードメーカーならではの口調で彼女を口説きまくる。そのため、物語開始当初の朝からの好感度は最低に等しい。
遊び心は豊富に持っており、部活についても「遊泳部」と称するほど遊びを交えながら行っている。精力や性技についてもそれなりに一丁前であるため、物語中盤以降は朝や菜摘芽とのセックスにそれらを活かし、性的なタガが外れた彼女たちをさらに焦らしたり蕩けさせたりする、さまざまなプレイを繰り広げていく。また、エンディングによってはウェディングドレス姿の朝との結婚式の際にホワイトタイ姿が描かれることとなる。

水島 朝（みずしま あさ）
声 - 芹園みや
身長 - 163cm / 体重 - 50kg（自称49kg） / スリーサイズ - B88（Dカップ）/W55/H86(cm)
東台校2年生でヒロインの1人。水泳部の紅一点。女子生徒たちの中では高めの背丈の腰まで伸ばしたストレートの黒髪、淡い茶色の瞳、凛とした雰囲気の整った顔立ち、そして制服やスクール水着を押し上げる釣鐘型の巨乳と対照的な細い腰に程良い太さの長い生脚が目を惹く、グラマーな肢体を併せ持った美少女である。なお、陰毛は生えておらずパイパンであり、セックスシーンでは女性器周辺を菜摘芽と対比するようなアップ構図も散見される。
家事が得意という家庭的な一面に明朗快活な江戸っ子の気質を併せ持つが、基本的には人見知りのツンデレであり、物語開始当初の精神年齢は弌・十三・菜摘芽よりも幼い。出身地こそ玖珠井市であるものの、1学期に隣市から転校してきた直後という立場や前述の容姿に加え、白い制服の下に着用している純白の下着やスクール水着型の日焼け跡が眩しい小麦色の素肌を見て言い寄ってきた男子生徒たちをすべて無愛想に振ったことが災いし、校内では男女双方から孤立中。なお、プライベートの水着は白のトライアングルビキニ。
夫婦仲の冷めた両親と暮らす自宅は、地元で有力な工務店「水島工務店」を経営中。そこへ菜摘芽の父の件も重なり、物語序盤は罵詈雑言を繰り返すほど彼女のことをうとましく思っている。弌についても物語序盤は冷淡に見ているが、キャンプをきっかけとして弌・十三・菜摘芽の人となりに触れるうちに態度を軟化させ、4人一緒の行動を楽しむなどの精神的成長を見せるうえ、弌や十三と同室での着替えすらも平気で行うようになる。
物語中盤以降は性的なタガが外れ、それまでの幼さからの反動に弌や十三との環境も相俟って性欲に忠実となり、菜摘芽と共に彼らとの快楽を貪り合うセックスに明け暮れていく。また、エンディングによっては想定外の妊娠にも動じず、悦ぶようになる。

空山 菜摘芽（そらやま なつめ）
声 - みる
身長 - 149cm / 体重 - 38kg / スリーサイズ - B80（Bカップ）/W52/H78(cm)
東台校2年生でヒロインの1人。花卉園芸部に所属。長い先端を垂らさず赤いリボンでそれぞれ輪型に巻き結わえたツインテールの栗髪、淡い茶色の瞳、まだ幼さが残る整った顔立ち、そして朝とは対照的に制服やスクール水着を押し上げない貧乳と細い腰に黒いストッキングを穿いた細い脚が目を惹く、スレンダーな肢体を併せ持った美少女である。なお、陰毛は普通に生えており、セックスシーンでは女性器周辺を朝と対比するようなアップ構図も散見される。
1年時の3学期に出身地の関西地方から転校してきたが、関西訛りは無い。口癖は「ふやぁん」。プールの横に存在する広大な面積の実習畑を怠慢な他の部員たちに代わって1人で管理しており、実習畑への水やりのため、麦わら帽子を被って夏休みも登校中。弌へは朝の転校以前から秘めた思いを持ち続けており、彼に嫌われたくないという思いや余計な波風を立てたくないという思いから、弌の前では笑みを絶やさないように心掛けている。弌たちと一緒に水遊びを楽しむこともあるが、基本的には運動音痴で泳げない。なお、プライベートの水着はピンクのワンピース。
素肌が白いこともあって周囲からは控えめかつ清楚と思われているが、実はセックスへの興味が人一倍強いうえ、白い制服の下には前述の黒いストッキングや黒いレース柄の勝負下着を着用しているなど、男性の視線には朝よりも敏感かつ積極的な小悪魔としての一面を持っている。なお、8月冒頭のアルバイトでは合計10万円以上を稼がないと失踪し、物語はバッドエンドを迎えてしまう。
物語中盤以降は朝と同様に性的なタガが外れ、彼女と共に弌や十三との快楽を貪り合うセックスに明け暮れていくが、前述の一面を持つゆえに朝よりもアブノーマルかつ大胆なプレイや、華奢な身体を活かせるアクロバティックな体位を好む。また、エンディングによってはツインテールを解き、ストレートとなる。

海野 十三（うんの じゅうぞう）
身長 - 179cm / 体重 - 66kg
東台校2年生。弌と同じく水泳部に所属。ベージュがかった銀色の短髪、黒斑の眼鏡をかけた淡い茶色の瞳、そして基本的に糸目の地味な顔立ちを併せ持つ少年であるが、身体は弌と同様のガッチリ体形であるうえ、たくましい巨根の持ち主でもある。
普段から作務衣と雪駄を着込んだ姿で過ごすうえ、誰を呼ぶ際にも相手の名前に「先生」を付けたり、周囲から「変人」と評されるちょっと変わった口調でさまざまな薀蓄を披露したりする一方、落ち着いた物腰で優秀な学業成績を維持する真面目さと、弌との悪乗りを楽しむ不真面目さを併せ持つ。また、日曜日には午前中のあらゆる子供番組を欠かさず見るという一面も持つ。
口癖は「何か面白い話はないですか？」。両親をすでに亡くしており、自宅に祖父母と暮らしているが、物語開始時点で入院中の祖父に祖母が付き添っているため、実質的には一人暮らし中。弌とは旧知の仲であり、朝に「ホモじゃないの」と笑われるうえに周囲から自分たちの名前にちなんで「殺し屋コンビ」と呼ばれるほど意気投合している一方、弌の性格を尊敬して自らを未熟とも思っている。
物語序盤は前述の変人ぶりに加え、弌と同様に興味を持った朝から変人ぶりゆえの興味を持たれたり菜摘芽に一目惚れして戸惑ったりするなど、恋愛に不器用な脇役でしかないが、周回プレイ以降は準主人公であることが明かされ、弌とは異なる一面から男性としての魅力や頼もしさも見せるようになるほか、彼と同様に朝や菜摘芽とのさまざまなプレイを繰り広げていく。また、エンディングによってはウェディングドレス姿の菜摘芽との結婚式の際に紋付羽織袴姿が描かれるほか、弌たちと合同で新婚旅行へ行くこととなる。アダルトアニメ版には登場しない。

#### その他の人物
伊部 本一郎（いんべ もといちろう）
古文・漢文の教師。白髪の頭髪や眉毛を生やして扇子を手にした初老の男性であり、教え子たちからは「いんべサン」と呼ばれ、親しまれている。弌と朝の補習授業のほか、水泳部の顧問も担当しているが、後者についてはあまり顔を出さずに部員たちを優しく見守っている。ただし、その言葉には定年が近い老齢ゆえの人生観に起因するような重みのあるものも含まれているため、朝などに恐れられてもいる。
未だに平教師なのは、とある理由による。アダルトアニメ版には登場しない。
最所 紺子
弌の母。物語開始間近まで旧姓は三国（みくに）だったが、小料理屋の常連客だった最所と結婚したため、現在の姓となった。弌を連れていることからも普通は再婚と見なされる状況でありながら、紺子曰く「初婚」という複雑な家庭の事情ゆえ、弌の実父の姓名については不明。容姿は設定されていない。アダルトアニメ版には登場しない。
水島 夕衣（みずしま ゆい）
朝の母。かつてはできちゃった結婚を経て朝を出産したが、現在では夫に複数人の愛人の存在がうかがえることもあって夫婦仲は冷めきっており、離婚への秒読みに入っている。容姿は設定されていない。アダルトアニメ版には登場しないが、存在は示唆されている。詳細は#その他の人物（アニメ）を参照。
菜摘芽の父
学者。水島工務店をはじめ地元が推し進める堤防建設が玖珠井市の海洋生態系を破壊すると危惧しており、否定的な態度を取っては工事を何度も中断させている。名前や容姿は設定されていない。アダルトアニメ版には登場しない。

### スタッフ
作中やムック『Tony Works「そらのいろ、みずのいろ/真章・幻夢館」二作品原画集』での表記による。
- エクゼクティブ・プロデューサー - 堀田巌[注 47]
- プロデューサー - T-YAM[注 1]、河岸昌行[注 2]
- ディレクター - 猫屋敷三月[3]
- アシスタント・ディレクター - 山田まさあき[32]
- キャラクターデザイン、原画 - Tony
- シナリオ - 嘘屋佐々木酒人
- プログラマ - B.rabbit、TAGE、魔王信長
- グラフィック - Layer、石崎隆二、佐々木謙之、やべあきら[125]、裏羅、鈴城文也、平キイ子、本田修[37]、山口忍、本田利恵子、加納保宏、松澤和哉、山崎豊、明宮村、のぐやそ
- 背景原画 - みゃうみゃう、もんすけ、G7[126]、ミツルギ、ZUKI（樹）[注 48]、湯本はこね、ニシダルミ
- スクリプト - 逆神紅夜[131][注 49]、関本浩之、天獄、屋宜竜徳、水銀黒毛猫、森川瑞生、小笠原尚仁、AYA
- サウンド - 菊田裕樹
- ムービー - 近藤敏信、斎藤久典[35]
- 3Dモデリング - 田沼康弘、広富正靖
- 音楽ディレクター - 柏木章俊[注 50]
- 収録スタジオ - 有限会社スターサイクル[注 51]
- 音声制作担当 - 塚本晶子
- 音声制作 - AGプロモーション[136]
- SPECIAL THANKS - 株式会社パオン、有限会社アンスピーカブル[137]、有限会社スタジオ最前線[34]、合資会社ノーストリリア、有限会社獏プロダクション[36]、有限会社タイニーアート、有限会社フルール、株式会社ティー・エー・ビー、STUDIO ATOMS、STUDIO Aversion[注 52]
- 製作、販売 - Ciel
- 企画、開発 - 有限会社アールピーエム[1]

### 主題歌
オープニングテーマ「そらのいろ、みずのいろ」
作詞・歌 - rie kito / 作曲 - 菊田裕樹
アダルトアニメ版デモムービーの挿入歌としても用いられた。
挿入歌「希望の橋」
作詞・歌 - rie kito / 作曲 - 菊田裕樹
エンディングテーマ「みえないかたち」
作詞・歌 - rie kito / 作曲 - 菊田裕樹
アダルトアニメ版でも用いられた。詳細は#主題歌（アニメ）を参照。

### 関連商品
アルバム
IN THE SKY ON THE WATER
音楽を担当した菊田裕樹が、DVD-ROM版とCD-ROM版の初回特典音楽CDをもとにリマスタリングを施し、没曲などを追加した完全版。
書籍
Tony Works「そらのいろ、みずのいろ/真章・幻夢館」二作品原画集
『そらのいろ、みずのいろ』と『真章 幻夢館』の線画・設定画・販促用描き下ろし画のほか、攻略ページを前者は13ページ、後者は7ページ収録したムック。晋遊舎より発行。線画ページはモザイク処理が最小限に抑えられているため、性器の描写が製品版よりも詳細に把握できるようになっている。ISBN 4-88380-482-8
TonyWORKs Cielクロニクル
『アルカナ 〜光と闇のエクスタシス〜』『御魂 〜忍〜』『After... Story Edition』『そらのいろ、みずのいろ』『真章 幻夢館』『フォルト!!』に前述の『Ciel Limited Collector's Box』も加えた7作品の販促用描き下ろし画を収録した画集。マックスより発行。巻末には、TonyとT-YAMへのロングインタビューも収録されている。ISBN 4-86379-107-0
2010年の発売を経て2015年には電子書籍化されており、DMM.R18やDiGiket.comで販売されている。
ボックス盤
Ciel Limited Collector's Box
詳細は#発売歴を参照。
Tony/Cielブランドの DVD-PG Collector's Box
詳細は#発売歴を参照。
Ciel Complete Box
詳細は#発売歴を参照。
すぺじゃに共和国スペシャルパック
詳細は#発売歴を参照。
フィギュア
『そらのいろ、みずのいろ』1/8フィギュア
『水島朝』と『空山菜摘芽』の2種。原型師は硫黄泉。PVC塗装済み完成品で、ソリッドシアターより発売。
500円カプセル デジタルギャルズパラダイス そらのいろ、みずのいろ
ノーマル6種+レア1種の計7種からアソートした5種セットで、ミレニアムより発売。
500円カプセル デジタルギャルズパラダイス Ciel Limited Collector’s Box
『Ciel Limited Collector's Box』の発売に合わせて制作され、ミレニアムより発売。全5種+レア1種の計6種からアソートした5種セットとなっており、『そらのいろ、みずのいろ』からは水島朝をフィギュア化。
ギガコレ（GIGA Pulseコレクション）第19弾
PVC塗装済み完成品で、ギガパルスより発売。
水島朝フィギュア
通常版
DVD-ROM初回版ジャケット画をもとに制作され、下記製品の祖となった品。ギガコレ初の着衣着脱式である。
限定版
通常版とは違い、髪や制服をクリア彩色に変更するなどの改修が施された流通限定品。
2ndバージョン
下記の空山菜摘芽フィギュアvol.1の発売記念限定品。AタイプとBタイプの2種が制作され、それぞれ髪の彩色や身体の日焼け跡などが異なる。
空山菜摘芽フィギュア
vol.1
AタイプとBタイプの2種が制作され、それぞれ髪の彩色や身体の日焼け跡などが異なる。脚パーツを差し替えて水島朝フィギュアと組み合わせることにより、フィギュア独自の足コキ状態を成立できる。
vol.2
AタイプとBタイプの2種が制作され、それぞれ服の彩色や身体の日焼け跡などが異なる。半身パーツや付属パーツは、vol.1との差し替えも可能。
携帯アプリ
あいらぶ麻雀
『水島朝編』と『空山菜摘芽編』の2種。移植作品ではなく、朝と菜摘芽をキャラクターに用いただけの麻雀で、Living Gamesより配信。
アイアイ☆カードそらみずコレクション
移植作品ではなく、朝と菜摘芽をキャラクターに用いただけの神経衰弱で、日本エンタープライズより配信。
らぶ彼女!! / らぶ彼女!!パズル / 彼女のマニアッQ。 / らぶコレクション!
移植作品ではなく、朝と菜摘芽をキャラクターに用いただけの恋愛アドベンチャーゲーム、パズルゲーム、クイズゲーム。アクアゲームズより配信。内容によっては、『フォルト!!』のヒロイン4人と共演する。
避妊具
そらのいろ、みずのいろ 大切な君を守るため。Condom
外箱の装飾にDVD-ROM初回版ジャケット画を用いたコンドームで、製品色はグリーン。12個入り。オカモトが製造、ジャパンネットランが販売を担当。

### 備考
菜摘芽の憂鬱♥
DVD-ROM初回版やCD-ROM初回版の発売に際し、全国店頭での広告展開に合わせて無償配布されたCD-ROMに収録されているボイスドラマ。本編開始よりも少し前における、菜摘芽の胸に秘められた心情が描かれている。
裏庭の乙女たち
DVD-ROM初回版やCD-ROM初回版の初回特典として、音楽CDやミニ設定集と共に同梱されたドラマCDに収録されているボイスドラマ。本編終盤における、朝と菜摘芽が弌や十三にも明かさなかった心情が描かれている。

## アダルトアニメ版

### 概要（アニメ）
本作は、同名タイトルのアダルトゲームを原作に『戦乙女ヴァルキリー「あなたに全てを捧げます」』（以降、『ヴァルキリー』と表記）と同じく、ゑにっくのアダルトアニメブランド「ひまじん」のデビュー作として企画された。収録時間は各巻30分、DVD全2巻。

#### 製作（アニメ）
キャラクターデザインと作画監督には『ヴァンドレッド』や『クロノクルセイド』といったテレビアニメに加え、サン出版（当時）の美少女ゲーム誌『BugBug』の表紙原画などで知られるアニメーターの黒田和也が起用された。それに伴い、企画発表の直後である2004年10月に関係各社や関係店舗へ配布された第一報チラシには、『ヴァルキリー』紹介面の裏へ黒田が描き下ろしたヒロインの水島朝と空山菜摘芽の制服姿が掲載された。しかし、そのまま順調に制作が進行して同年12月24日に発売となった『ヴァルキリー』とは違って本作の制作は難航したため、当初それよりも1か月早い同年11月28日に予定されていた発売日は、チラシへ掲載された2005年2月25日を皮切りとして延期に延期を重ねることとなる。
プロデューサーには本作以前からピンクパイナップルの数々のアダルトアニメ作品で知られるももいさくら、監督にはアダルトアニメ版『顔のない月 -No Surface Moon THE ANIMATION-』で知られる演出家のサトウトシハルがそれぞれ起用されたが、サトウは延期を重ね始めてからまもなく降板して本名の「郷敏治」名義で本編の第一原画を担当するにとどまり、彼の後任には本作以前から数々のアダルトアニメ作品で知られる高橋丈夫や土支田板三が監修や演出として起用され、制作を引き継いでいる。
音楽にはアダルトゲーム版と同じく、菊田裕樹が起用された。アダルトゲーム版の曲だけでなく、アダルトアニメ版のために制作された新曲も用いられているほか、エンディングテーマ「みえないかたち」を挿入歌としても用いる（上巻のみ）など、アダルトアニメとしては珍しい音楽演出が盛り込まれている。
内容については、アダルトゲーム版で主人公の最所弌の友人にして準主人公だった海野十三や、彼らを見守る教師にして脇役だった伊部本一郎の存在を完全に抹消し、物語の前半部分を占めていた夏休みの日常描写を大幅に削減することにより、人間関係とシナリオが再構築されている。また、アダルトゲーム版では#製作で述べたようにゲームシステムとの兼ね合いもあり、朝と菜摘芽が同格のヒロインとして描かれていたが、アダルトアニメ版では上下巻とも朝の視点やモノローグが菜摘芽のそれらよりも多く用いられているうえ、下巻には弌が後述の意欲や願望を打ち明けながら朝を抱く描写が盛り込まれているのに対し、同じ状況で菜摘芽を抱く描写は一切盛り込まれておらず、弌が後述の意欲や願望を叶えた果てに迎えるであろう結果を、朝が自分の願望を自覚させられると共に恥じらいながら懸念するなど、主人公へ想いを寄せるヒロインとしての描写は菜摘芽以上に強調されたものとなっており、実質的に朝がメインヒロインとして描かれている。セックスシーンについても、上巻では朝が弌へ想いを寄せるようになったきっかけが彼女の転校当日の直後から始まるように再構築されたことにより、物語開始時点にはすでに菜摘芽と合意のうえで弌を共有するようになっていた朝がプール更衣室にて彼とのセックスに耽ったり、終盤の夜には自分に代わって弌とセックス中の菜摘芽の様子を朝が水島家の自室にて想像しながらオナニーに耽ったりと、アダルトゲーム版よりもはるかに早い時点から盛り込まれている。さらに下巻では、昼間のプール槽の底にてすぐ横に転寝中の朝を姉に見立てた菜摘芽が嬌声を抑えながら弌とのセックスに耽ったり、夜の水島家の自室にて弌による半ば強引なセックスを経た朝が彼に浴室へ誘われてソーププレイ似の連続セックスに耽ったりと、物語全体の尺に対するセックスシーンの割合は上巻以上へ増強され、「前作比150%」と評されるまでになっている。それに際し、朝と菜摘芽による共有を満喫する一方で彼女たちをアダルトゲーム版よりも明確に愛し始め、個別のセックスだけでなく3Pでも愛し合いたい意欲を見せるだけにとどまらず、ついには本気で両方とも妊娠させたい願望を持つに至る弌の性技や射精については、上下巻とも朝と菜摘芽の断面描写こそ存在しないものの、彼女たちが嬌声に交えて弌のペニスの状態を感じたまま口走るほか、絶頂時には結合部から彼の精液が弾けるように溢れて余韻へ移行した後も溢れ続けるなど、アダルトゲーム版とは似て異なる形で子作りに励むようになる弌と、彼の覚悟に動揺しながらも妊娠を期待して悦ぶようになる朝と菜摘芽を描く、アダルトアニメならではの誇張描写が盛り込まれている。こういった再構築・増強・誇張描写により、下巻エピローグではアダルトゲーム版に無かった、弌・朝・菜摘芽の新たな未来が描かれるに至っている。
そのほか、配色や背景も一部は再構築されている。配色については、アダルトゲーム版では登場人物たちの瞳がいずれもほぼ同様の淡い茶色だったが、アダルトアニメ版ではそれぞれ明確に異なる色へ変更された。背景については、アダルトゲーム版では一部のCGしか用意されず視覚的な全容は不明だった東台校や水島家の構造が、アダルトアニメ版では明確に設定されて全景が映るシーンも盛り込まれているため、それらにおける登場人物たちの位置も把握しやすくなっている。特に東台校の再構築は、校内にて行われる弌・朝・菜摘芽のセックスが、他人へ露呈しない理由の補強にもつながっている。詳細は#登場舞台（アニメ）を参照。
前述したように上巻で難航した本作の制作は、下巻では一般作品との兼ね合いからさらに難航した。DVD版上巻の初回限定版や通常版のエンディング後に流れた下巻予告ではサブタイトル『わたしも……してあげる♥』と2007年春に発売予定である旨が告知されたが、それからまもなく黒田がテレビアニメ『怪物王女』のキャラクターデザインと総作画監督の作業に入ったうえ、本作のアニメーション制作を担当しているひまじん（ゑにっく）の韓国法人であるANIK Co.,Ltdも同作の下請け（正確には、親会社のイマジンを介してマッドハウスからの孫請け）作業で多忙となったため、発売予定時期を過ぎても続報すら出ない日々が続く。
やがて2007年6月、ひまじんは月末をもってアダルトアニメ制作から撤退することを突如表明した。本作をはじめ制作中だった作品は、上巻の販売を担当した有限会社マリゴールドを通じてひまじんと同じくゑにっくのアダルトアニメブランドの1つ「ハレンチレストラン・アムール」（以降、「アムール」と表記）からの発売になる可能性があることや、販売形式も店頭販売ではなく通信販売のみになる可能性があることを告知した後、公式サイトを閉鎖してしまう。
さらに2007年7月には『BugBug』2007年8月号誌上にて、黒田がスケジュールの関係から下巻の作画監督を降板することと、その後任にはアダルトアニメ版『顔のない月 -No Surface Moon THE ANIMATION-』やテレビアニメ版『Fate/stay night』のキャラクターデザインと総作画監督などで知られる石原恵が就くことが告知された。なお、この就任について石原は、『BugBug』2008年7月号に掲載された下巻特集記事『緊急特集!! そらのいろ、みずのいろ』で、「黒田さんの上巻から引き継ぐに当たって、黒田さんのような華やかな画は難しいと考えていたところ、下巻に関しては独自にやっていいということでそれならばと参加しました」と述べている。
2008年には『BugBug』2008年4月号誌上にて、下巻のパッケージ版が同年6月発売予定であることと、発売はゑにっくの業務を継承した新会社「株式会社エイ・ワン・シー」のアダルトアニメブランドの1つ「2匹目のどぜう」からになることが告知された。また、同年5月5日には2匹目のどぜう公式サイトにて上巻再発売版と下巻の公式通販の受付が開始されたうえ、下巻込みで声優陣を一新したと受け取れる上巻再発売版の紹介文が掲載された。

#### 評価（アニメ）
当初の予定日から1年8か月後の2006年7月28日にはようやく上巻『ダメ……聞こえちゃう♥』の初回限定版が、同年8月6日にはその通常版が発売となった。アダルトゲーム版の発売からもすでに2年1か月が経過していたが、初回限定版は高セールスを記録する。Getchu.comでは発売と同時にセールスランキング第1位となり、順位の浮き沈みの激しいアダルトアニメ部門においては珍しく第1位を長期間維持し続けたほか、初回限定版がロットアップとなった後も通常版が2007年8月までベスト50位内にランクインし続けていたが、同年6月末でひまじんがアダルトアニメ制作から撤退したために同年5月出荷分を最後に廃盤となり、セールスランキングから消失した。しかし、初回限定版と通常版の累計は1万本を超える高セールスを記録していたことが、下巻の販売を担当したタキ・コーポレーションから発表されたコメント「瞬殺一万本セールスAVアニメ」により、明らかとなっている。また、DVD版上下巻の累計は4万本を超える高セールスを記録したことが、BD版（詳細は後述）の発売決定の際に明らかとなっている。
2匹目のどぜう公式サイトと同時に上巻再発売版と下巻の予約受付を開始したAmazon.co.jpでは、週間ランキングに初登場以来10週に渡って下巻初回限定版がアダルトアニメ部門第1位を、上巻再発売版もほぼ第2位を維持し続けたうえ、発売後の2009年5月時点で下巻通常版と上巻再発売版がベスト20位台にそれぞれランクインしていたほか、Getchu.comでも予約受付を開始した直後に下巻初回限定版がアニメランキング第1位となるなど、好調な滑り出しを見せた。また、Getchu.comでは発売後に下巻初回限定版が上巻初回限定版と同様にセールスランキング第1位となったうえ、その後も約8か月間に渡って下巻通常版と上巻再発売版がベスト50位内に連続ランクインしていた後、2022年10月現在でも上巻再発売版がロングセラー作品の1つとして紹介されているなど、今回も高セールスを記録している。
当初、DVD版の販売はタキ・コーポレーションが担当していたが、2010年8月20日付けで事業を停止した後は同社の映像事業を継承したオデッサ・エンタテインメントが引き続き担当している。DVDレンタルについては上巻の開始当初、インターフィルムも担当していた模様。DMM.R18のオンラインDVDレンタルでは高評を得ており、特に上巻は2007年上半期ランキングで第5位となったため、特集ページでは当時の人気AV女優である穂花や竹内あいの出演した実写アダルトビデオ作品に肩を並べる形で紹介されている。また、下巻はTSUTAYAの累計アニメアダルトDVDランキング（2002年10月1日 - ）でも高評を得ており、2017年10月13日時点で第1位を記録していたうえ、2022年10月時点でも第1位を維持している。
DVD版下巻の発売後、BD化やDL販売は長らく行われていなかったが、そのうちBD化については上下巻をBD1枚に収録して2014年7月25日に発売予定であることが、同年5月8日に発表された。しかし、同年6月10日には2匹目のどぜう公式サイトにて同年10月31日への発売延期が発表された。それに先んじて同年5月8日からは各店舗にてBD版の予約受付が開始され、DMM.R18の2014年上半期アニメランキングでは第56位、同年10月31日の発売を経た下半期アニメランキングでは第18位、年間アニメランキングでは第22位となっている。また、Amazon.co.jpでは同年のアダルトDVD/BD年間ランキングの女子校生部門で、小島みなみや鈴原エミリの出演した実写アダルトビデオ作品を上回る第6位となっている。その後、Getchu.comの2014年度アニメ年間ランキングでは第36位、2015年度アニメ年間ランキングでは第93位となっている。
一方、DL販売については上巻が2015年3月6日にDLsite.comでの独占先行販売を経て、同年3月13日にはDL.Getchu.com、Gyutto.com、DiGiket.com、Melonbooks DL、4月9日にはDMM.R18でも通常販売が開始された。また、下巻が3月13日にDLsite.comでの独占先行販売を経て、同年3月20日にはDL.Getchu.com、Gyutto.com、DiGiket.com、Melonbooks DL、4月10日にはDMM.R18でも通常販売が開始された。いずれも、エイ・ワン・シーのDL販売専門ブランド「PoROre:」（ポロリ）による販売となっており、上巻の音声はDVD初回限定版やDVD通常版と同じく旧声優陣となっている。その後、DLsite.com独占先行販売版は2015年ランキングで上巻が第19位、下巻が第24位、2016年ランキングで上巻が第38位、下巻が第48位、DL.Getchu.com販売版は2015年度上半期商業ランキング（アニメ）で上巻が第28位、下巻が第43位、2015年度下半期商業ランキング（アニメ）で上巻が第35位、下巻が第77位、Gyutto.com販売版は2015年年間アダルトアニメ売れ筋ランキングで上巻が第29位、下巻が第46位、2016年年間アダルトアニメ売れ筋ランキングで上巻が第84位、下巻が第63位をそれぞれ記録している。また、DMM.R18通常販売版はアニメ動画2015年上半期作品ランキングで上巻が第19位、下巻が第21位、アニメ動画2015年上半期シリーズランキングで第8位といった好調な滑り出しを見せた後、アニメ動画2015年下半期作品ランキングで上巻が第29位、下巻が第24位、アニメ動画2015年下半期シリーズランキングで第13位、アニメ動画2015年年間作品ランキングで上巻が第17位、下巻が第16位、アニメ動画2015年年間シリーズランキングで第9位、アニメ動画2016年上半期作品ランキングで上巻が第34位、下巻が第30位、アニメ動画2016年上半期シリーズランキングで第16位、アニメ動画2016年下半期作品ランキングで上巻が第73位、下巻が第79位、アニメ動画2016年下半期シリーズランキングで第42位、アニメ動画2016年年間作品ランキングで上巻が第66位、下巻が第68位、アニメ動画2016年年間シリーズランキングで第28位、アニメ動画2017年上半期シリーズランキングで第59位、アニメ動画2017年年間シリーズランキングで第60位、アニメ動画2018年上半期シリーズランキングで第29位、アニメ動画2018年上半期作品ランキングで上巻が第62位、下巻が第60位、アニメ動画2018年年間シリーズランキングで第36位、アニメ動画2018年年間作品ランキングで上巻が第72位、下巻が第71位、アニメ動画2019年上半期シリーズランキングで第45位、アニメ動画2019年上半期作品ランキングで下巻が第88位、アニメ動画2019年年間シリーズランキングで第63位となるなど、今回も高セールスを記録している。
アダルトアニメ版のDL販売の開始を記念し、DiGiket.comでは2015年3月13日から同年3月30日までアダルトゲーム版のDL版の半額キャンペーンが行われた。また、DL.Getchu.comでは2011年度から第100位以下に降下していたアダルトゲーム版のDL版が、アダルトアニメ版のDL販売の開始から5か月後に発表された2015年度上半期商業ランキングで第16位に再浮上した。
DL販売版の開始から3か月後の2015年6月3日には、DVD廉価版を同年7月17日に発売予定であることが、エイ・ワン・シーのアダルトアニメ廉価版専用ブランド「Re:Price」で告知された。ジャケット原画は上下巻とも黒田による新規描き下ろしとなるが、前述の経緯からDVD版下巻はジャケット原画も石原が担当していたため、黒田が下巻に関わるのはこれが初である。
2016年11月3日には、サイゾーのオタクニュース・ポータル「おたぽる」の「エロアニメで観るエロゲーの世界」で紹介され、DVD版上下巻の累計4万本超の高セールスやアダルトゲーム版からの再構築・増強・誇張描写を理由として、ライターの穴リスト猫に「エロゲ原作エロアニメの最高峰」と高く評価されているほか、「エロによった改変がありつつも、原作を破綻させていない」「ゲームはゲーム、アニメはアニメとして楽しめる作品」とも評されている。

#### 発売後（アニメ）
なお、上巻の監修と絵コンテを担当した高橋は、その発売後に監督を担当したOVA版『あきそら』（2009年12月 - 2010年11月）やテレビアニメ版『ヨスガノソラ』（2010年10月 - 同年12月）といった一般向け作品でもアダルトアニメに迫るセックスシーンを盛り込み、本作が代表作の1つに数えられると共に注目されることとなる。また、キャラクターデザインと上巻の作画監督を担当した黒田はアダルトアニメ版『15美少女漂流記』（2009年8月 - 2011年5月）でもキャラクター原案を担当したほか、アダルトアニメ版『プリンセスラバー!』（2010年9月 - ）でもキャラクターデザインと作画監修を担当し、本作が代表作の1つに数えられると共にアダルトアニメのファンから引き続き注目されることとなる。

### 発売歴（アニメ）
- 2006年
  - 7月28日 - 上巻『ダメ……聞こえちゃう♥』DVD初回限定版[11][12]
    - ジャケット原画は黒田和也による描き下ろし。上巻ダイジェスト映像を収録したDVD『エロシーンリプレイ特典DVD』を同梱。詳細は#備考（アニメ）を参照。

  - 8月6日 - 上巻『ダメ……聞こえちゃう♥』DVD通常版[230][231]
    - ジャケット原画は黒田和也による描き下ろしであるが、絵柄は初回限定版とは異なる。本編DVDのみ。
- 2007年
  - 8月17日 - 上巻『ダメ……聞こえちゃう♥』UMD版
    - コミックマーケット72の企業ブースにて先行発売。一般発売については不明。

  - 9月28日 - 上巻『ダメ……聞こえちゃう♥』UMD音声再収録版[232]
    - 同日発売の『満淫電車 調書2「ヴァージンロードはザーメンまみれ、安全日確認ヨシ!」』の初回限定版を、アムールの公式通販で購入した時のみ同梱されていた非売品。単品発売については不明。ヒロイン2人の声が、DVD版とは別の声優で再収録されている。
- 2008年
  - 6月27日
    - 上巻『ダメ……聞こえちゃう♥』DVD再発売版[163][233][234]
      - ジャケット原画は黒田和也による新規描き下ろし。旧声優陣の音声に加え、下巻の新声優陣による音声も収録したダブルキャスト仕様。本編DVDのみ。

    - 下巻『わたしも……してあげる♥』DVD初回限定版[157][158][163][235]
      - ジャケット原画は石原恵による描き下ろし。上下巻ダイジェスト映像を収録したDVD『ぴっちり隙間なくエッチな想い出♥』を同梱。詳細は#備考（アニメ）を参照。

    - 下巻『わたしも……してあげる♥』DVD通常版[163][236]
      - ジャケット原画は石原恵による描き下ろしであるが、絵柄は初回限定版とは異なる。本編DVDのみ。
- 2014年
  - 10月31日
    - 『〜誰にも言えない……ヒミツの夏♥〜』BD限定版[159]
      - ジャケット原画は黒田和也による新規描き下ろし。DVD版上下巻のオリジナルマスターをアップコンバートし、BD1枚に収録したHDデジタルリマスター版。上巻部分はDVD再発売版に準拠したダブルキャスト仕様。DVD上下巻初回限定版に同梱されていた各特典DVDの内容も『ひと夏の思い出』と題して収録。
      - パッケージ内には「キャラクター設定資料集」（全16ページ）と「設定資料集」（全16ページ）を同梱[注 75]。なお、エイ・ワン・シーの公式通信販売のみ、後述の抱き枕カバーとのセット版も取り扱われる。
- 2015年
  - 3月6日
    - 上巻『ダメ……聞こえちゃう♥』DL版（DLsite.com独占先行販売版[181]）
      - 音声はDVD初回限定版やDVD通常版と同じく旧声優陣。WMV形式。

  - 3月13日
    - 上巻『ダメ……聞こえちゃう♥』DL版（DL.Getchu.com/Gyutto.com/DiGiket.com/Melonbooks DL通常販売版[182][183][184][185]）
      - 内容はDLsite.com独占先行販売版と同じ。WMV形式。

    - 下巻『わたしも……してあげる♥』DL版（DLsite.com独占先行販売版[187]）
      - WMV形式。

  - 3月20日
    - 下巻『わたしも……してあげる♥』DL版（DL.Getchu.com/Gyutto.com/DiGiket.com/Melonbooks DL通常販売版[188][189][190][191]）
      - 内容はDLsite.com独占先行販売版と同じ。WMV形式。

  - 4月9日
    - 上巻『ダメ……聞こえちゃう♥』DL版（DMM.R18[注 19]通常販売版[186]）
      - 内容はDLsite.com独占先行販売版と同じ。WMV形式[注 76]。

  - 4月10日
    - 下巻『わたしも……してあげる♥』DL版（DMM.R18通常販売版[192]）
      - 内容はDLsite.com独占先行販売版と同じ。WMV形式[注 76]。

  - 7月17日
    - 上巻『ダメ……聞こえちゃう♥』Re:Price[239][240]
      - ジャケット原画は黒田和也による新規描き下ろし[注 77]。DVD廉価版。内容はDVD再発売版と同じ。本編DVDのみ。

    - 下巻『わたしも……してあげる♥』Re:Price[239][241]
      - ジャケット原画は黒田和也による新規描き下ろし[注 77]。DVD廉価版。内容はDVD通常版と同じ。本編DVDのみ。
        - なお、エイ・ワン・シーの公式通信販売のみ、後述の抱き枕カバーとの上下巻セット版も取り扱われる。
- 2024年
  - 8月1日
    - 上巻『ダメ……聞こえちゃう♥』HD 16：9 対応版
    - 下巻『わたしも……してあげる♥』HD 16：9 対応版
      - DVD版上下巻のオリジナルマスターをアップコンバートしたHDソースの上下をカットし、16：9サイズにワイド化。FANZA、DLsite.com、DiGiket.com、HBOX.jpにて限定でDL販売[242][243]。

### ストーリー（アニメ）
上巻『ダメ……聞こえちゃう♥』
夏休みの真っ只中、暑い陽光に照らされる東台校。そのプール更衣室の出入口横では、薄いカーテンの裏に隠れて制服を肌蹴させた水泳部部員の最所弌と水島朝が、セックスに耽っていた。しかし、その最中に女子テニス部部員のみずき・かなみ・ようこ・なぎさが入室してきたうえ、テニスウェアへ着替え始める。朝は驚くが、弌はスリルも楽しもうと4人を呼んだことを明かし、セックスを続行する。弌の性技に2か月前の転校当日からの日々を思い出した朝は、4人が着替え終えて更衣室を出た直後にたまらず大きな嬌声を上げながら絶頂を迎え、彼と結合したまま悦び惚けるのだった。
その後、プールサイドには無言でシャワーを浴びるスクール水着姿の朝へ何度も頭を下げる弌、テニスコートには彼の様子に失笑する女子テニス部部員4人、そして花卉園芸部の実習畑には弌と朝を静観する部員の空山菜摘芽が、それぞれ居た。朝はプールサイドにて弌に抱かれた先夜の件も回想していたところ、それを看破されたうえに欲求不満と見なされ、再び更衣室へ連れ込まれて先刻以上に激しく抱かれてしまう。やがて、何度もの絶頂を経た朝は弌の優しい言葉に気を良くして彼の股間へ顔を埋め、自らの意思で弌を求め始める。全裸で耽る朝の背後にはいつの間にか菜摘芽が立っており、驚いて振り返った朝は冷然とした菜摘芽の言葉に目を背けてしまうが、弌の股間へ顔を埋めて求める姿に気を取り直し、彼女の横へ続く。朝と菜摘芽は互いに譲れない想いから2人同時に弌へ処女を捧げた身であり、一緒に居られるこの夏休みの間だけ彼を共有するという約束を交わしていたのだ。
その夜、夜闇の中に明かりの灯った更衣室では、菜摘芽が昼間の朝よりも積極的に弌とのセックスに耽っていた。同じ頃、水島家では朝が自室のベッドにて昼間の件を回想するうちに昂奮してしまい、弌と菜摘芽の光景を想像しながらオナニーに耽っていく。やがて絶頂を迎えた朝と菜摘芽は余韻に浸りながら、それぞれ弌への想いに耽るのだった。

下巻『わたしも……してあげる♥』
夏休みが折り返しを過ぎた頃、まだ暑い陽光に照らされる東台校。その注水中のプールサイドでは、女子テニス部部員4人がシャワーを浴びようと、テニスウェアを脱ぎ始める。しかし、プール槽内の一角では、弌と菜摘芽が水着姿でセックスに耽っていた。4人がプールを出た後、菜摘芽は注水開始前にもプール槽内にて弌と耽っていたセックスの始終を回想しながら注水完了間際に再び絶頂を迎え、彼と結合したまま壁へ身を預けてさらなる余韻に浸るのだった。
一方、校内の女子トイレの一室には、注水開始前のプール槽内にて自分の転寝中に菜摘芽とのセックスを経て3Pを提案してきた弌へ平手打ちを食らわせた後、今も怒り心頭で和式便器へ放尿する朝の姿があった。放尿を終えた朝は、前後の室内へ入ってきたかなみとなぎさによる弌への性的興味の告白を耳にし、焦りも覚える。
その夜、水島家にて母の夕衣の帰宅を待つ朝の自室へ弌が現れ、彼女を抱き始める。危険日が近いことを挙げる朝に絶頂を迎えさせた弌は彼女を浴室でも抱きながら、離別を阻止するためにも朝と菜摘芽の両方を妊娠させたい願望や、自らは退学して働く覚悟を明かす。朝は自分たちの妊娠が弌を「縛る」ことを懸念するが、たまらず絶頂を迎えて彼の胸板へ崩れ落ちると、菜摘芽よりも先に妊娠した可能性への悦びに包まれるのだった。
その後日の夜、弌・朝・菜摘芽は共に浴衣姿で夏祭りへ出かける。弌は菜摘芽に誘われて本堂の縁側にて2人だけのセックスに耽り始めるが、前戯が終わる頃には状況を察して朝が現れ、菜摘芽と一緒に抱いてほしいと弌に望む。ほのかな月明かりのもと、朝と菜摘芽は弌の腕の中にて立て続けに悦びながら、彼を共有した日々を回想していた。
それから数年後。親元から独立していた朝と菜摘芽は、私服姿でとある駅のホームへ降り立つ。改札口の先には、自動車で迎えに来た弌が立っていた。朝と菜摘芽は嬉しさに互いの手を取り合い、弌のもとへ駆け出すのだった。

### 登場舞台（アニメ）
玖珠井市
#製作（アニメ）で述べた再構築のため、全容をうかがえる描写はアダルトゲーム版以上に存在せず、断片的に描かれるのみとなっている。また、アダルトゲーム版の発売からまもなく制作が開始されたという理由もあり、弌たちが表立って携帯電話を用いる姿はやはり描かれていない。
上巻ではアダルトゲーム版と同じ構図で露天風呂へ入浴中の朝と菜摘芽の姿が描かれるが、こちらも再構築によって野菜の持ち込みやキャンプへの出発など入浴以前における彼女たちの接点が一切描かれず、至った理由が不明となっているうえに入浴中の会話内容も異なっており、弌への想いを打ち明けて対立したうえで夏休みの間だけ彼を共有する約束を交わす、朝と菜摘芽の姿が描かれる。また、下巻では昼間の砂浜にて弌と朝のセックスが描かれるほか、夜の境内や本堂にて夏祭りや弌・朝・菜摘芽の3Pが描かれる（詳細はそれぞれ後述）。
なお、アダルトゲーム版には弌・十三・朝・菜摘芽が共に全裸となるセックスシーンがさまざまな場所に存在するが、アダルトアニメ版で弌と朝が共に全裸となってセックスを行うのは水島家の浴室だけであり、他の場所では弌・朝・菜摘芽の全員かいずれかが、何かしらの衣服を着たままか脱ぎかけでセックスを行う。そういった変更が加えられたためもあり、アダルトアニメ版に弌と菜摘芽が共に全裸となるセックスシーンは存在しない。また、アダルトゲーム版には弌（別パターンでは十三）と朝のセックスシーンに彼らの体格差が無視されている（身長178cmの弌や身長179cmの十三よりも、身長163cmの朝の方がやや大柄に描かれている）ものが存在していたが、アダルトアニメ版では全編に渡って設定画通りの体格差で描かれており、前述したように弌と朝が全裸でセックスを行う水島家の浴室では特にそれが確認できるようになっている。

東台校
#製作（アニメ）で述べた再構築のため、全容をうかがえる描写はアダルトゲーム版以上に存在しており、いくつもの施設が描かれている。水田・林・住宅地に囲まれた広大な敷地のうち、プール・テニスコート・実習畑は校舎・運動場・体育館を見下ろせる位置に存在する。敷地内に、テニスコート用のナイター設備以外に独立した街灯は設置されていない。アダルトゲーム版と同様に弌・朝・菜摘芽の各種セックスが描かれるプール更衣室やプールは路地を挟んでテニスコートと隣接するため、プールサイドのシャワーコーナー共々水泳部だけでなく女子テニス部にも用いられる。また、実習畑はプールとテニスコートの両方に横並びで隣接する。トイレは和式。
アダルトゲーム版では朝や菜摘芽の衣装の1つに過ぎなかったうえ、細部の構造はTonyの設定画で簡単に説明されているだけだったセーラー服風ワンピース型の女子用制服についても、アダルトアニメ版では詳細に設定されており、朝・菜摘芽・女子テニス部部員4人の着替えや弌とのセックスを通じて多岐に描かれ、構造を詳細にうかがえるようになっている。また、朝のスクール水着やスイムショーツについても、アダルトアニメ版ではそれぞれ詳細に設定されており、上巻で彼女が女子用制服から着替える際に裸体へスクール水着をいきなり着るのではなく、まずはスイムショーツを穿くという工程や、着替えて水泳を開始した以降も尻の食い込みを直す際には隙間からスイムショーツが覗くという、緻密な描写が盛り込まれている。

プール更衣室
アダルトゲーム版では窓は小さなものが1つだけで、壁際の脱衣棚付近だけにすのこが敷かれており、床の大半は壁と同様にむき出しとなっていたが、アダルトアニメ版では路地側の壁とプール側の壁、そしてその間の側壁にそれぞれ大きな窓が存在することに加え、路地側の天井には天窓すら存在するうえ、床の大半にはすのこ状の水切りシートが敷かれている。また、アダルトゲーム版では横になって水面に浮かぶことも可能なほどのビーチマットが持ち込まれており、更衣室内でのセックスの際にもベッドの代わりとして用いられる光景が散見されていたが、アダルトアニメ版ではビーチマットが持ち込まれておらず、更衣室以外のシーンにも登場しない。
路地側から階段を介して男女別に分割配置されており、上巻のみで用いられる。そのうち、男子用は朝と菜摘芽が同時に弌へ処女を捧げる回想シーンの3Pに、女子用は彼女たちが弌と個別に耽る本編のセックスにそれぞれ用いられていることが、全体の外形や各室内の差異から判別できる。また、女子用は薄いカーテンで仕切られた出入口横の部分が序盤で弌と朝のセックスに、終盤で弌と菜摘芽のセックスにそれぞれ用いられるが、前者では床に敷かれたバスタオルをベッドの代わりとして展開されるさまざまな体位の影が窓からの入射光によってカーテンへ映り込むにもかかわらず、女子テニス部部員4人がそちら側へ振り向かないうえに弌と朝の存在にすら気付かないため、何も露呈しないという理由付けがされている。それに加え、中盤ではプール側の出入口付近や室内の中央部分が弌と朝の2回目のセックスに用いられるほか、室内のベンチではアダルトゲーム版と同じ構図で弌へのダブルフェラに耽る朝と菜摘芽も描かれるが、#製作（アニメ）で述べた再構築のために発生理由は異なる。

プール
作中（特に下巻でのセックスシーン）の描写から、アダルトゲーム版と同様の標準的な競泳用短水路プール（プール槽の長さが25m、深さが2m）であることが確認できる。上巻では朝がプールサイドにてシャワーを浴びる際や、彼女の回想シーンで描かれる2か月前の弌との馴れ初め、そして彼に心を開いていく朝が何枚もの写真を撮影される過程に用いられるほか、弌と朝が前述の街灯の不備に乗じて夜にはプールサイドでもセックスに耽っていることが描かれる。また、テニスコートとの間に敷かれている路地は、弌にプール更衣室へ再び連れ込まれた朝がそのまま彼とのセックスに延々と耽っている（約束を守らずに弌を独り占めし始めた）ことを実習畑にて察した菜摘芽が、麦わら帽子を被ったまま更衣室へ向かう際に描かれる。下巻では序盤から中盤にかけ、プール槽内で体操着姿や水着姿での回想シーンを交えながら2回行われる弌と菜摘芽のセックス（菜摘芽の妄想内における弌と朝の背面座位も含む）に用いられるうえ、そのうちの2回目と並行して女子テニス部部員4人がプールサイドにてシャワーを浴びる際にも用いられる。また、2回目ではかなみがなぎさに水を浴びせられる際、そばのプール槽の縁には両手で掴まりながら弌との背面立位に耽る菜摘芽の指が明確に映るにもかかわらず、上巻のプール更衣室と同様に女子テニス部部員4人はそちら側へ振り向かないうえに弌と菜摘芽の存在にすら気付かないため、何も露呈しないという理由付けがされている。なお、それから続く弌と菜摘芽の水中背面立位は膣内射精によるモヤを含めてアダルトゲーム版と同様に描かれるが、構図は異なる。
DVD上巻再発売版ジャケット画では、浅く張られた水が陽光を反射するプール槽内にてコースロープに背中を預けてM字開脚で座りながら微笑む、全裸の朝が描かれている。この画は、後にタキ・コーポレーションより発売されたフィギュアのもとにもなった。詳細は#関連商品（アニメ）を参照。

渡り廊下
1階の外廊下と同じく、校舎と体育館を接続している廊下の1つ。正門と運動場やテニスコートなどを接続している外通路と交差する、外廊下の真上に設置されている。上巻の朝の回想シーンでは、正門から下校していく生徒たちを余所にプールへ向かう朝と、彼女を呼びながら追いかける弌が外通路を経てここを通過した直後、女子テニス部部員4人が階下の弌のそばに立っている朝を気にせずに弌を呼び止めて自分たちとのデートへ誘うが、4人とも手摺のそばに立っていたことから、彼に制服のスカート部分の中を格子越しに覗かれながらはぐらかされてしまう。

水島家（みずしまけ）
朝が母の夕衣と共に住む、洋風の3階建て一軒家。上巻では朝がオナニーに耽る自室以外は一切描かれていないが、下巻では前述した一軒家であることや、周囲が庭や私道などを挟んで立ち並ぶ木々・電柱・隣家に囲まれていることが、朝が夕衣の帰宅を待つ夜の家屋の外形から確認できる。また、その屋内には知人たちの開いてくれたお別れ会へ参加する夕衣の書き置きが残された対面式キッチン、朝が自室でのセックスから続けて弌に誘われる形で泡まみれの混浴セックスに耽るユニットバス形式の浴室も、それぞれ描かれている。
水島工務店の経営についてはアダルトゲーム版と同様であることが、上巻冒頭でプール更衣室の脱衣棚に置かれた店名入りのタオルからも示唆されているが、設定資料にはこのタオルをパレオのように巻いた朝の姿も描かれたものの本編には登場せず、前述の脱衣棚にブラジャーとタオルが映るだけに留まっている。

朝の自室
夜に水島家の外形が映るシーンや明かりの灯った朝の自室内が映るシーンから、水島家の3階に存在することが確認できる。また、朝の自室についてはフローリング仕様の洋室であることに加え、室内に弌の撮影した何枚もの朝の写真が貼られたコルクボードが立ててある学習机や、上巻で彼女がブリッジのような姿勢でオナニーに耽るベッド、そして通常窓とは別に切妻屋根に面した天窓も存在することが確認できる。なお、下巻では上巻からの日数経過に伴って朝の写真が一部変更されているうえ、洋タンスのそばの壁には月めくりカレンダーが追加されているが、後者については彼女が後述の砂浜の回想中に室内へ上がり込んでいた弌に椅子の上にて抱かれて絶頂を迎えた直後、自分たちの妊娠も彼の目的に含まれていたことを知って脱力中の姿に見切れて映るカレンダーの表記から、作中の時代が2007年7月以降であることが示唆されている。

浴室
朝の自室でのセックスを経て一足先に浴槽にて浸かっていた弌の彼方で扉が開き、タオルで胸から股間を隠しながら入ってきた朝が彼のもとへ歩み寄っていくシーンで始まるうえ、浴槽では縁に腰かけた弌との室内1回目のセックスを経て昂奮した朝が縁に両手を付いての背面立位で彼を受け入れ、洗い場では弌が四肢を伸ばしての騎乗位で朝に腰を使わせながら絶頂へ導くなど、身長178cmの弌と身長163cmの朝が浴室の壁や浴槽の縁との間に充分な余裕を持たせながら室内2回目のセックスに耽る姿が描かれるため、浅く長い洋式浴槽を備えた内寸は一般家庭におけるユニットバス規格の最大である180cm×180cmを超える、190cm×190cm以上にもおよぶことが確認できる。また、いずれのセックスの際にも浴槽側の壁には、観葉植物の植木鉢を置いてなお充分な余裕を有する浴室幅のベイウインドウすら存在することが確認できる。
なお、浴槽にて弌へのフェラチオに耽る朝がほぼ俯瞰から映る際や、その後に背面立位のピストン運動に耽る彼らが斜め俯瞰から映る際には、それぞれペイウインドウに屋外の木々や敷地しか映っていないうえ、洗い場にて騎乗位の果てに絶頂を迎えた朝が弌の胸板へ崩れ落ちる際にも、浴槽を隔ててほぼ真正面から映るベイウインドウには屋外の木々やその合間から覗く夜空しか映っていないため、浴室の位置は隣家に面した方向ではなく、朝の自室の横や下でもないことが示唆されている。

砂浜
下巻の水島家にて自室のベッドに横たわった朝が、自身の危険日について独りごちながら回想する砂浜。アダルトゲーム版に容姿無しで登場したアルバイト先の海の家やその関係者たちは、一切登場しない。
朝の自室のコルクボードには、アダルトゲーム版と同じ構図でトライアングルビキニ姿の彼女が夕陽に照らされる砂浜に佇む写真が貼られていることが確認できるほか、その後の回想シーンでは岩石海岸の合間に存在する無人の砂浜にて制服姿からトライアングルビキニ姿へ着替えた直後の朝を制服姿の弌が押し倒し、第三者の視線を気にしながら焦る彼女を白昼堂々と抱いて絶頂へ導くセックスが描かれる。

境内（けいだい）
下巻終盤で弌が朝や菜摘芽と共に浴衣姿で訪れる、玖珠井市の夏祭り会場。ほのかな月明かりの下、明るい臨時電灯に照らされる参道は御神灯や屋台で賑わっているが、参加者たちや来場者たちがふんどしを締めることや法被を羽織ることはない。参道の裏側は木々が立ち並ぶ暗がりとなっており、街灯の明かりすら届かない奥部には、本堂の1つや倉庫とうかがえる木造の建物が存在する。弌は嬉しそうに屋台を見て回る朝を余所に、水島家での件や夏休み明けの別離の件を菜摘芽と話した後、茶化して浴衣の上から尻を撫でたことをきっかけに欲情した彼女の誘いに応じ、2人きりのセックスを行おうと無人の本堂へ忍び込むが、前戯を終える頃には彼らの様子を察知して合流した朝が夏休みの最後の夜を理由として3Pを望み、縁側での3Pへ発展する。その際、木の幹に身を預けて浴衣を肌蹴させた朝と菜摘芽が生尻を突き出しながら弌を誘う姿を経て、彼が縁側へ横並びで横たわった朝と菜摘芽に対して階段から段差を利用し、性器の高さを合わせながら結合していることが確認できる。

とある駅
下巻エピローグで、少し大人びた私服姿の朝と菜摘芽が降り立ち、同じく少し大人びた私服姿の弌と再会する駅。駅名は不明であるが、一足先に反対側のホームのベンチにて待っていた菜摘芽が後から降り立った朝と単線を挟みながら向き合う非電化路線のホームの背景、ホームを発っていく国鉄キハ40系気動車に酷似した鉄道車両、親元から独立した互いの成長ぶりを報告し合う朝と菜摘芽の会話、手にしているトロリーバッグなどの荷物、そして改札口の先に自動車で迎えに来ていた弌を見て「ただいま！」と呼びかける台詞から、路線については久大本線をモデルとして設定したこと、駅については玖珠井市内に存在すること、そして朝と菜摘芽については弌との新たな生活を開始することが、それぞれ示唆されている。

### 登場人物（アニメ）
アダルトゲーム版から引き続き登場している者に関しては、変更点のみ記述する。
声優名は上巻のヒロインのみ公表。上巻UMD音声再収録版、上巻再発売版、下巻では別人が演じており、非公表。ただし、弌だけはすべての版において非公表ながら同一の声優が演じている。

#### 主要人物（アニメ）
最所 弌
声 - 非公表
瞳の色は緑へ変更された。補習を受ける様子やアルバイトに励む様子、そして家庭の環境や事情をうかがえる様子は無く、水泳部部員としての姿のみが描かれている。また、弱気な一面を見せる様子も無いことから、十三の魅力の一部を結果的に併せ持つ存在となっており、自らをセックスで共有する朝と菜摘芽だけでなく、朝の転校以前からの友人である女子テニス部部員のみずき・かなみ・ようこ・なぎさにも、異性として意識されている。上巻では朝へカメラを向ける際のほか、彼女や菜摘芽とセックスを行う際も制服姿のままであり、上下巻ともセックスの際にはアダルトゲーム版以上の性欲や精力を発揮して一度に何回も朝や菜摘芽を求めるうえ、彼女たちへ躊躇せずに大量の膣内射精を行うことが多くなった。特に、上巻では弌がまったく休まずに朝を求めていることが彼女の台詞から、下巻では弌が朝や菜摘芽の望む以上の頻度で日々励んでいることが彼女たちの台詞から、それぞれ示唆されている。なお、口調については女子テニス部部員4人との会話時も含めてアダルトゲーム版での口癖を一切用いなくなったうえ、普段は朝や菜摘芽とのセックスへの意欲ゆえに軽口を叩いて朝の顰蹙を買うこともあるが、彼女たちとのセックス中は後述の想いも相俟って極端に口数が減り、甘い口調で囁く程度になる。
朝や菜摘芽との関係については、上巻では同時に肉体関係となった彼女たちを交互に抱いて軽口を叩くだけであるが、下巻では3Pにも意欲的な言動を見せる一方、朝や菜摘芽を両方とも本気で愛する言動、彼女たちとの離別に勘付いてそれを阻止するためにも両方を妊娠させたい願望、そして2人と我が子たちを養うために退学して働く覚悟など、アダルトゲーム版とは似て異なる形で倫理や禁忌を超越した想いすら見せるようになる。それに伴い、さまざまな場所にて朝と菜摘芽を以前にも増して立て続けに抱くうえ、その後日の境内では水島家での件を知った菜摘芽の欲情を煽り、誘ってきた彼女と縁側にて2人きりのセックスを始めた後、朝と菜摘芽から望まれた3Pにも即座に応え、彼女たちとの夏の思い出を締めくくる。また、エピローグでは駅にて朝と菜摘芽を出迎えて笑顔で駆け寄られるなど、彼女たちとの相思相愛ぶりが数年を経ても不変であることが描かれている。

水島 朝
声 - 芹園みや（上巻） / 非公表（上巻UMD音声再収録版、上巻再発売版、下巻）
瞳の色は青へ変更された。素肌の色は日焼けしていない部分が若干明るく変更され、日焼けしている部分とのコントラストが強調された。出身地や転校元は不明であるが、転校当日は上巻のプール更衣室でのセックス当日から2か月前であることが明示されている。また、弌と同じく補習を受けている様子は無く、水泳部部員としての姿のみが彼のカメラ越しに描かれている。3階建ての一軒家にて夕衣と暮らしており、夏休み明けに再転居や再転校が決定しているが、弌にはまだ打ち明けていない。
下着についてはアダルトゲーム版と同様の白い無地に加え、青と白から成る縞模様の色柄も着用している。プロポーションについてはアダルトゲーム版よりも強調された描写から、「極上の肢体」や「モデル顔負けの肉体」と評されるほどになっており、上巻では菜摘芽と同時に弌へ処女を捧げた以降、毎日のセックス中に彼から受ける愛撫によって乳房の張りが以前よりも増したことを、自宅の自室のベッドに座りながら愚痴る描写が存在する。また、下巻ではノーブラの体操着姿でプールに落ちて全身ズブ濡れとなった際や、自宅の浴室にて弌との混浴セックスに耽る際、それぞれ乳房を強調された描写が存在する。
菜摘芽との関係については、上巻では弌を共有して競い合うだけであるが、下巻では彼女よりもかなみやなぎさの方へ対抗心を燃やし、自らの独占欲を恥じて嫌悪する一面を見せる。また、砂浜や自宅での強引なセックスを遂行した弌については怒りながらも愛しく思う一方、彼の願望や覚悟に応じて露呈した自らの妊娠願望については悦びながらも菜摘芽への後ろめたさを口にするなど、複雑な一面を見せる。
3Pや妊娠については、菜摘芽よりも露骨な懸念を抱えている。しかし、下巻中盤以降は前述の理由からも懸念が解かれ始め、終盤には弌の願望や覚悟と菜摘芽の想いをそれぞれ再認識し、彼女を交えて弌に抱かれる際にも抵抗せずに正常位で彼の背へ両足を絡めながら喘ぐなど、積極的な一面を見せる。また、エピローグでは親元から独立しており、菜摘芽と手を取り合って弌のもとへ駆け出していく。

空山 菜摘芽
声 - みる（上巻） / 非公表（上巻UMD音声再収録版、上巻再発売版、下巻）
瞳の色は赤へ変更された。関西出身の設定は削除され、幼少時から弌のことを知っており、現在でも想い続けている。家庭の環境や事情は不明であり、朝と同じく夏休み明けに弌との離別が決定しているが、彼にはまだ打ち明けていない。
下着についてはアダルトゲーム版と同様の黒いストッキングこそ着用しているものの、ブラジャーやパンティーは淡桃色のものを着用しており、アダルトゲーム版で描かれた黒いロンググローブを着用することはない。プロポーションについてはアダルトゲーム版よりもやや豊満なものへ変更されており、野良猫の前にしゃがんでいる際や弌とのセックスの際には特にそれが見て取れるなど、朝との体格差はアダルトゲーム版ほど顕著なものではなくなった。なお、花卉園芸部については他の部員たちの存在がうかがえないうえ、実習畑の草花や野菜も日常の背景の一部に過ぎず、弌や朝のもとへ持参することもない。
朝との関係については、上巻では同時に弌へ処女を捧げた後に彼を共有して競い合うだけであるが、下巻では朝にプロポーションのコンプレックスを感じたり、弌とのセックスの際に彼女と自らを対等な姉妹に見立てることもあったりとさまざまに背伸びしたがる一方、弌の視線に無防備過ぎる朝のことを気遣って彼女から煙たがられるなど、複雑な一面も見せる。
3Pや妊娠については、前者は下巻終盤で朝と共に生尻を突き出して弌を誘うまでに至り、後者は上下巻とも膣内射精が行われた際に驚きの表情を浮かべる程度であるなど、朝ほど露骨な懸念は抱えていない。特に、上巻終盤では後背位での絶頂後に膣内から零れ落ちていく弌の精液を悦び惚けた表情で眺める菜摘芽の姿をトラックアップしながら物語が終了するうえ、下巻終盤では浴衣越しに尻を撫でられたことをきっかけとして弌を2人きりのセックスへ誘うなど、その最中に現れた朝を交えて行う3Pも含めて彼女よりも寛容かつ弌共々積極的な一面を見せる。また、エピローグでは親元から独立しており、朝と手を取り合って弌のもとへ駆け出していく。

#### その他の人物（アニメ）
みずき
声 - 非公表
アダルトアニメ版オリジナルの登場人物で、女子テニス部部長。姓は不明。黄色の瞳、やや褐色の素肌、そして朝に引けを取らない高めの背丈かつグラマーな肢体に、尻まで届くウェーブの入ったボリューミーな栗髪や、彼女と同様の白い下着が映える美人。男子テニス部共々、部活（自らや後述のかなみたちはプールでの遊戯も兼用）のために夏休みも登校中。
かなみたち共々、弌とは朝の転校以前から冗談を言い合える友人である。かなみやなぎさほど明確には描かれていないが弌への好意を持っており、上巻では彼とのセックスに耽る朝の回想シーンで渡り廊下から階下の弌を自分たちとのデートへ誘った際、彼に制服のスカート内を覗かれたことにあわてながら後ずさるほか、弌とのセックスに耽る菜摘芽の妄想には彼の言葉に応じたかのように、かなみたちと共に下着姿で現れる。
人の気配には極めて鈍感である。上巻ではプール更衣室にて脱衣棚に置かれていた朝のスポーツバッグや、なぎさに摘み上げられた朝のブラジャーを不思議に思いながら周囲を見渡すが、カーテンのすぐ向こう側にてセックス中の弌と彼女の存在に気付かないうえ、下巻ではプールサイドにてシャワーを浴びるためにテニスウェアを脱ぐ際、すぐ斜め下のプール槽内にてセックス中の弌と菜摘芽の存在にも気付かないほどであり、背面立位のピストン運動に耽る彼らの上方に下着姿で尻を突き出すことすら行っている。また、後者ではようこと同様の恥ずかしがり屋でもあり、人目を気にする自らやかなみを余所にさっさと全裸となったなぎさを見て驚くうえ、シャワーを浴び終えた後は休みだったはずの男子テニス部部員たちの接近に気付いたかなみたちの言葉に驚き、彼女たちと共にあわててプールから逃げ出してしまうが、このことが注水開始前に耽っていた弌とのセックスを回想していた菜摘芽を、ラストスパートへ突入させるきっかけとなる。

かなみ、ようこ、なぎさ
声 - 3人とも非公表
3人とも『After...』からのゲスト出演で、女子テニス部部員。原典における詳細は、#備考（アニメ）や該当項目を参照。
人の気配に極めて鈍感なのは、みずきとほぼ同様である。上巻ではなぎさがプール更衣室の脱衣棚に置かれていた朝のブラジャーに気付いて歓声を上げるが、カーテンのすぐ向こう側にてセックス中の弌と彼女の存在には3人とも気付かないうえ、自分たちが更衣室を出ていく際に自らを抑え切れなくなった朝の嬌声が聞こえても、ふと首を傾げるのみである。下巻ではすぐ斜め下のプール槽内にてセックス中の弌と菜摘芽の存在に3人とも気付かず、全裸のなぎさが逃げるようこのパンティーを脱がそうと引っ張りながら追いかけ、テニスウェアをなかなか脱ごうとしないかなみにホースで水を浴びせてブラジャーが透けるまで全身ズブ濡れにさせるほか、その後の女子トイレではかなみとなぎさが朝の存在に気付かないまま交わした会話により、弌がかなみとなぎさから性的興味を持たれていることが判明する。また、それを聞いた朝はその夜に自宅へ上がり込んできた弌との混浴セックス中にかなみやなぎさへの対抗心を燃やし、更衣室にて弌とのセックスに耽る彼女たちの姿を妄想してしまうが、このことが朝の抱えていた3Pや妊娠についての懸念を解くきっかけとなる。
なお、みずき共々上巻にはテニスコートでの部活（テニスラケットの素振り）に更衣室内での弌と朝のセックス（2回目）を、下巻にはプールサイドでの遊戯（脱衣やシャワー）にプール槽内での弌と菜摘芽のセックス（2回目）をそれぞれ同調させながら進行させるという演出が盛り込まれている。また、上巻UMD音声再収録版パッケージには作中での姿が朝や菜摘芽のそれに混ざる形で用いられている。

水島 夕衣
上巻では夫との離婚や朝との夏休み明けの転居を控えていることが彼女の回想中の台詞から示唆されるだけで、夕衣自身については名前が挙がらないうえに存在すら示唆されていないが、下巻では知人たちの開いてくれたお別れ会へ出席する際に「帰宅が遅くなるので先に寝て良い」旨を記した書き置きにより、存在は示唆されている。しかし、これを残されたにもかかわらず夜更けに戸締まりを忘れていた朝の不用心さ（自室へ上がり込んできた弌にも指摘されている）が、彼女と菜摘芽を両方とも本気で愛するゆえに妊娠させたい願望を持つに至った弌を、夜の水島家へ上がり込ませるための追い風となる。また、下巻エピローグではとある駅のホームにて菜摘芽と互いの成長ぶりを報告し合う朝の台詞から、夕衣が朝の独立を了承したことが示唆されている。

### スタッフ（アニメ）
作中の表記や各紹介ページによる。
- 原作 - Ciel/rpm『そらのいろ、みずのいろ』
- 企画 - 盛こかん
- 監修 - 高橋丈夫（上巻、上巻再発売版）
- 監督 - 土支田板三[注 54]（下巻）
- 脚本 - たかはし薫
- 絵コンテ - 高橋丈夫（上巻、上巻再発売版）、土支田板三（下巻）
- 演出 - 土支田板三（上巻、上巻再発売版）
- オリジナルキャラクターデザイン - Tony
- キャラクターデザイン - 黒田和也
- 作画監督 - 黒田和也（上巻、上巻再発売版）、石原恵（下巻）
- 色彩設計 - ひのさとみ
- 色指定検査、特殊効果 - 酒井弥生（上巻、上巻再発売版）、内田敦也（下巻）、髙木典幸（下巻）
- 美術設定 - 佐藤平助
- 美術ボード - 吉永萌太
- 背景 - 竹松美穂
- CGディレクター - 松井信哉
- 音響監督 - 倒海底王
- 音響効果 - サウンドボックス
- 音響制作 - 神南スタジオ
- 音楽 - 菊田裕樹
- 編集 - AMGA[251]、西重成
- VTR編集 - 一口坂スタジオ
- 広報 - 安斎真彦（上巻）、天手毛天[注 140]（上巻再発売版、下巻）
- デザインワークス - 天手毛天
- プロデューサー - ももいさくら
- アニメーションプロデューサー - 天手毛天（上巻、上巻再発売版）、中塚裕治、畠山譲（下巻）
- アニメーション制作 - ひまじん（上巻、上巻再発売版）、2匹目のどぜう（下巻）
- 製作 - ひまじん（上巻）、エイ・ワン・シー（上巻再発売版）、2匹目のどぜう（下巻）
- 発売 - ひまじん（上巻）、エイ・ワン・シー（上巻再発売版、下巻、BD版、DVD廉価版）
- 販売 - マリゴールド（上巻）、タキ・コーポレーション（上巻再発売版、下巻）、エイ・ワン・シー（BD版、DVD廉価版）、PoROre:（DL版）

### 主題歌（アニメ）
エンディングテーマ「みえないかたち」
作詞・歌 - rie kito / 作曲 - 菊田裕樹
上巻では挿入歌としても用いられている。

### 関連商品（アニメ）
IN THE SKY ON THE WATER
音楽を担当した菊田裕樹のアルバム。詳細は#関連商品を参照。
そらのいろ、みずのいろ 水島朝 水着Ver. 1/6キャストオフフィックスフィギュア
上巻再発売版ジャケット画をもとにしたフィギュアで、タキ・コーポレーションより発売。
CLUB40 Vol.2
下巻の作画監督を担当した石原恵が、2008年のコミックマーケット74で発表した同人誌。表紙を石原描き下ろしの朝が飾っており、誌面には下巻の原画や修正原画が多数収録されている。同年8月17日には、コミックとらのあなの店頭や通販でも発売された。
そらのいろ、みずのいろ 水島朝 抱き枕カバー
BD版の発売記念に初めて制作された抱き枕カバーで、エイ・ワン・シーより発売。表裏を黒田和也描き下ろしの朝が飾っている。当初はBD初回限定版との期間限定セット通販のみであったが、2015年1月13日には単品通販が開始された。寸法：1600*500(mm) / 素材：2WAYトリコット。

### 備考（アニメ）
エロシーンリプレイ特典DVD
上巻初回限定版に同梱された初回特典DVD。映像は上巻の本編からセックスシーンを中心に、作中の時系列を無視して再編集された約10分の短編であるが、2部にチャプターが割り振られたシナリオは本編終了後の時点における朝の回顧という設定で書き下ろされており、音声は新規に収録された彼女のものだけになっている。この音声には、淫語が本編よりも多く無修正で用いられており、それに伴ってセックス中における朝のモノローグがやや大胆なものへ変更された結果、彼女がこの時点で妊娠する可能性を強く意識していた（ただし、後に下巻中盤であらわにする菜摘芽との同時期妊娠への懸念よりも、自分だけの妊娠への期待を多分に交えた言い回しとなっている）ことも示唆されている。
ぴっちり隙間なくエッチな想い出♥
下巻初回限定版に同梱された初回特典DVD。映像は上下巻の本編から朝と菜摘芽のセックスシーンを中心に、作中の時系列を無視して再編集された約11分の短編であるが、チャプターは彼女たちに1部ずつ割り振られており、セックス中における朝と菜摘芽の淫語混じりのモノローグを、新規に収録された音声で聴ける内容となっている。また、菜摘芽のモノローグは弌の膣内射精を貪欲に求める大胆さから、本編の表面では朝ほど意識する様子が見られなかった妊娠する可能性を、内面では彼女と同様に強く意識していたことが示唆されている。
他のCiel/rpm/Tony作品からのゲスト
DVD版のジャケット裏をはじめどの媒体の説明文でも言及されていないうえ、作中に実際のセックスシーンこそ用意されていないものの、『After...』から汐宮香奈美、喜志陽子、高鷲渚のヒロイン3人が、弌の級友の女子テニス部部員という設定で登場する。上巻では回想シーンでの弌との明るい会話やプール更衣室での着替え、そしてテニスコートでの素振り、下巻ではプールサイドでのシャワーや朝の妄想内における弌とのセックス（陽子を除く）など、数々のシーンで物語に華を添える。なお、声優は原典のアダルトゲーム版やコンシューマ版とは別人が担当している。
誌面特集
キャラクターデザインと上巻の作画監督を担当した黒田和也は本作が初の18禁作品であるうえ、上巻発売時点ですでに『BugBug』の表紙原画を1998年から8年間も担当していることで知られる。その縁から上巻の誌面特集は実質的に『BugBug』の独占状態となり、2006年9月号では表紙を黒田描き下ろしの朝が飾ったうえ、誌面をほぼ巻頭から黒田描き下ろしの朝のピンナップや上巻フィルムコミックも含めた全12ページオールカラーの上巻特集記事『マ・ン・キ・ツ♥ そらのいろ、みずのいろ』が占めるというイベントが実現した。しかし、下巻の誌面特集は2008年7月号に下巻特集記事『緊急特集!! そらのいろ、みずのいろ』こそ掲載されたものの、こちらは黒田の降板の影響を受けて黒田描き下ろしの朝や菜摘芽が表紙を飾ることは無かったうえ、黒田描き下ろしのピンナップや下巻フィルムコミックも用意されず、巻中の全2ページモノクロだけにとどまった。なお、コアマガジンのアダルトアニメ誌『G-type』2008年8月号では『姫騎士リリア vol.04 キリコの復讐』や『対魔忍アサギ Vol.4 魔獣の檻』と並んで下巻の紹介記事が掲載されたうえ、付録DVDにはその予告PVも収録された。
そのほか、『BugBug』増刊の『DVD BugBug』ではVOL.5の表紙を黒田描き下ろしの朝が、VOL.11の表紙を下巻の作画監督を担当した石原恵描き下ろしの朝と菜摘芽がそれぞれ飾ったうえ、VOL.5の誌面を黒田描き下ろしの朝と菜摘芽のピンナップが、VOL.11の誌面を石原描き下ろしの朝と菜摘芽のピンナップがそれぞれ飾っている。
あの人
DVD上巻でアダルトゲーム版から引き続き朝を演じた芹園みやは、前述の『マ・ン・キ・ツ♥ そらのいろ、みずのいろ』で朝の演技について息切れするほど楽しく頑張った旨を述べると共に、再構築された本編の人間関係やシナリオについても触れ、「あの人」（インタビューの文脈から、アダルトアニメ化に際して存在を抹消された十三か本一郎を指していることが示唆されている）は下巻にも登場しないのかを問う旨を述べていたが、下巻は上巻以上に増強された弌と朝や菜摘芽のセックスシーンを経て3人の新たな未来を描く内容として再構築されたため、それによって抹消された要素が復活することはなかった。